# Časovni pregled življenja Alberta Einsteina
Časovni pregled življenja Alberta Einsteina.
| \| 1870 \| \| \| \| \| \| \| \| \| \| 1879 \| \| 1880. \| 1880 \| 1881 \| 1882 \| 1883 \| 1884 \| 1885 \| 1886 \| 1887 \| 1888 \| 1889 \| \| 1890. \| 1890 \| 1891 \| 1892 \| 1893 \| 1894 \| 1895 \| 1896 \| 1897 \| 1898 \| 1899 \| \| 1900. \| 1900 \| 1901 \| 1902 \| 1903 \| 1904 \| 1905 \| 1906 \| 1907 \| 1908 \| 1909 \| \| 1910. \| 1910 \| 1911 \| 1912 \| 1913 \| 1914 \| 1915 \| 1916 \| 1917 \| 1918 \| 1919 \| \| 1920. \| 1920 \| 1921 \| 1922 \| 1923 \| 1924 \| 1925 \| 1926 \| 1927 \| 1928 \| 1929 \| \| 1930. \| 1930 \| 1931 \| 1932 \| 1933 \| 1934 \| 1935 \| 1936 \| 1937 \| 1938 \| 1939 \| \| 1940. \| 1940 \| 1941 \| 1942 \| 1943 \| 1944 \| 1945 \| 1946 \| 1947 \| 1948 \| 1949 \| \| 1950. \| 1950 \| 1951 \| 1952 \| 1953 \| 1954 \| 1955 \| \| \| \| \| Dediščina po njegovem življenju in poznejše raziskave povezane z njegovim delom Sklici Viri Zunanje povezave |      |      |      |      |      |      |      |      |      |      |
| 1870 |      |      |      |      |      |      |      |      |      | 1879 |
| 1880. | 1880 | 1881 | 1882 | 1883 | 1884 | 1885 | 1886 | 1887 | 1888 | 1889 |
| 1890. | 1890 | 1891 | 1892 | 1893 | 1894 | 1895 | 1896 | 1897 | 1898 | 1899 |
| 1900. | 1900 | 1901 | 1902 | 1903 | 1904 | 1905 | 1906 | 1907 | 1908 | 1909 |
| 1910. | 1910 | 1911 | 1912 | 1913 | 1914 | 1915 | 1916 | 1917 | 1918 | 1919 |
| 1920. | 1920 | 1921 | 1922 | 1923 | 1924 | 1925 | 1926 | 1927 | 1928 | 1929 |
| 1930. | 1930 | 1931 | 1932 | 1933 | 1934 | 1935 | 1936 | 1937 | 1938 | 1939 |
| 1940. | 1940 | 1941 | 1942 | 1943 | 1944 | 1945 | 1946 | 1947 | 1948 | 1949 |
| 1950. | 1950 | 1951 | 1952 | 1953 | 1954 | 1955 |      |      |      |      |

| 1870  |      |      |      |      |      |      |      |      |      | 1879 |
| 1880. | 1880 | 1881 | 1882 | 1883 | 1884 | 1885 | 1886 | 1887 | 1888 | 1889 |
| 1890. | 1890 | 1891 | 1892 | 1893 | 1894 | 1895 | 1896 | 1897 | 1898 | 1899 |
| 1900. | 1900 | 1901 | 1902 | 1903 | 1904 | 1905 | 1906 | 1907 | 1908 | 1909 |
| 1910. | 1910 | 1911 | 1912 | 1913 | 1914 | 1915 | 1916 | 1917 | 1918 | 1919 |
| 1920. | 1920 | 1921 | 1922 | 1923 | 1924 | 1925 | 1926 | 1927 | 1928 | 1929 |
| 1930. | 1930 | 1931 | 1932 | 1933 | 1934 | 1935 | 1936 | 1937 | 1938 | 1939 |
| 1940. | 1940 | 1941 | 1942 | 1943 | 1944 | 1945 | 1946 | 1947 | 1948 | 1949 |
| 1950. | 1950 | 1951 | 1952 | 1953 | 1954 | 1955 |      |      |      |      |

### 1879
- 14. marec: rodi se staršema judovskih priseljencev iz 16. stoletja v Ulmu na levem bregu Donave ob vznožju Alp, v pokrajini Württemberg v južni Nemčiji, očetu Hermanu Einsteinu (1847–1902), trgovcu in inženirju, ter materi Paulini Einstein, rojeni Koch (1858–1920), hčeri premožnejšega žitnega trgovca. Njegov oče je za kratek čas odprl majhno trgovino z elektrotehniškimi potrebščinami. Tega leta Jožef Stefan (1835–1893), slovenski fizik, eksperimentalno odkrije zakon sevanja {\displaystyle j^{\star }=\sigma T^{4}\!\,}.

### 1880
- ker trgovina ne prinaša dovolj zaslužka, se družina preseli v München. Tukaj oče skupaj s svojim bratom Jakobom odpre elektrotehniško delavnico, kjer sta sestavljala diname, merilne priprave in obločnice, za katere pa skorajda nista našla kupcev.

### 1881
- 18. november: rodi se njegova sestra Maja.

### 1882
- Albert ni spregovoril do svojega tretjega leta, zato so nekateri mislili, da bo umsko zaostal.

### 1884
- družina se preseli v Zendling.
- hodi v katoliško osnovno šolo, kjer je bil v razredu edini Jud, vendar zaradi tega ne trpi.

### 1889
- obiskuje Luitpoldovo gimnazijo v Münchnu. Šolo je že od vsega začetka občutil kot nasilje. O njegovih otroških težavah in neuspehih v srednji šoli obstaja veliko poročil, ki pa jih kaže jemati s pridržkom. Zares je začel pozno govoriti in je povedano tiho ponavljal, dokler ni bil star 7 let. A od vsega začetka se je izražal v stavkih. V srednji šoli ni shajal slabo, a je bil samosvoj v tem, da se je učil predvsem tisto, kar ga je zanimalo. Bil je zelo dober v matematiki in naravoslovju ter dober v latinščini. Sodobni tuji jeziki in posebno grščina pa so mu povzročali težave. Profesor grščine mu je rekel, da iz njega nikoli nič ne bo, čeprav Einstein ni veljal za slabega dijaka. Učitelji se niso niti približno zavedali njegovih zmožnosti, vendar so te prišle na dan pozneje. Podobni primeri niso tako redki.

- Einstein, 1893
- Albert in Maja, okoli 1893

### 1894
- očetu posli niso šli najbolje, zato se starša preselita v Pavio pri Milanu, Einstein pa ostane v Münchnu, kjer živi v malem podnajemniškem stanovanju, da bi končal zadnji letnik gimnazije in maturiral. Počutil se tako osamljenega, da si po neki neprijazni pripombi profesorja pridobi zdravniško spričevalo, izstopi in zapusti šolo. Še pred koncem šolskega leta odpotuje, ne da bi maturiral, k staršema v Pavio in se odpove nemškemu državljanstvu. Neki življenjepisec je pripomnil, da je to storil v zadnjem hipu. Če bi namreč počakal še kak mesec, se zaradi vojaščine ne bi mogel izseliti zakonito.

### 1895
- na Švicarski državni tehniški visoki šoli (Eidgenössische Technische Hochschule Zürich (ETH Zürich)) v Zürichu, ker nima mature, opravlja sprejemni izpit. Matematiko in naravoslovne predmete opravi, tuje jezike, botaniko, zoologijo in zgodovino pa ne.

### 1896
- svetovali so mu, naj se vpiše v zadnji letnik srednje šole. Maturira na kantonski srednji šoli v Aarauu. Švicarske šole so bile znatno manj toge kot nemške in so bolj upoštevale posebnosti učencev. Na leto v Aarau se je spominjal kot na eno izmed svojih najprijetnejših razdobij. Brez sprejemnega izpita se vpiše na pedagoško smer Politehnike ETH, kjer študira matematiko in fiziko in hodi na naslednja predavanja:

- diferencialne in integralske enačbe (Adolf Hurwitz (1859–1919), nemški matematik),
- opisna geometrija (Otto Wilhelm Fiedler (1832–1912), nemški matematik),
- analitična geometrija, teorija invariant, teorija determinant (Karl Friedrich Geiser (1843–1934), švicarski matematik),
- teorija določenih integralov, teorija linearnih enačb (A. Girsch),
- geometrijska teorija števil, teorija funkcij, eliptične funkcije, parcialne diferencialne enačbe, variacijski račun, analitična mehanika (Hermann Minkowski (1864–1909), nemški matematik in fizik),
- splošna (tehniška) mehanika (Albin Hertzog (Hertzeg) (1852–1909)),
- uporaba analitične mehanike (Ferdinand Rudio (1856–1929), nemški matematik),
- fizika, elektromehanika (Heinrich Friedrich Weber (1843–1912), nemški fizik),
- fizikalni praktikum (J. Pernet),
- astrofizika, astronomija (Alfred Wolfer (1854–1931)),
- teorija znanstvenega mišljenja, Kantova filozofija (A. Schtadler),
- neobvezni predmeti: projektiranje, zunanja balistika, zgodovina starega veka, geologija, zgodovina Švice, ekonomija, statistika, zavarovanje, Goethejevo delo in njegov pogled na svet.

### 1900
- diplomira s srednjo oceno 4,91. V veliko oporo pri študiju mu je Marcel Grossmann (1878–1936), nemški matematik, ki mu je posojal svoje vestne zapiske iz predavanj in ki je spoznal njegovo nadarjenost. Pri učiteljih velja za povprečnega in nedelavnega. Vendar samostojno in zavzeto študira tisto, kar ga zanima. Med študijem se zbliža s Srbkinjo Milevo Marić (1874–1948) iz Titla pri Novem Sadu v tedanjem madžarskem delu Avstro-Ogrske, prijateljico Nikole Tesle (1856–1943), srbskega elektrotehnika. V nekem bančnem predalu v Berkeleyu je eden izmed izdajateljev Zbranih del Alberta Einsteina, ki so začela izhajati leta 1987, po pravem detektivskem podvigu našel 500 dotlej neznanih pisem. Na podlagi teh pisem je bilo mogoče dobiti o mladem Einsteinu precej bolj zaokroženo sliko. Pisma so odkrila, da je imel z njo januarja 1902 nezakonsko hčerko Lieserl, za katero je izginila vsaka sled. Ali je zgodaj umrla ali je odrasla pri Milevinih sorodnikih ali sta jo starša dala v posvojitev? Tedaj je veljalo, da so otroci nezakonski, če starša nista bila poročena.
- opravlja izračune za züriški zvezni observatorij in je brez stalne zaposlitve.

### 1901
- dobi švicarsko državljanstvo, od maja do julija poučuje matematiko na tehniški srednji šoli v Winterthuru na mestu nekega profesorja, ki služi vojaški rok. V tem času konča razpravo iz področja termodinamike.
- uči na privatni srednji šoli učence za maturo v Schafhausnu in je zaradi nesoglasij odpuščen.
- jeseni züriški univerzi pošlje termodinamično razpravo o difuziji in notranjem trenju v tekočinah kot morebitno dizertacijo. Profesor fizike na univerzi Alfred Kleiner (1849–1916) jo zavrne. Spomladi jo je umaknil, kot se zdi, na nasvet glavnega poročevalca, češ da nasprotuje veljavnemu mnenju v fiziki. Razpravo kasneje objavi v Annalen der Physik. V tem letu samo nekaj mesecev kot domači učitelj ni imel skrbi, kako se bo preživljal. Sam je večkrat prosil za službo, pa tudi njegov oče je pisal Wilhelmu Ostwaldu (1853–1932), nemškemu fiziku in kemiku, a vse brez uspeha.
- 11. december: v zveznem glasilu je razpisano prosto delovno mesto inženirja 2. razreda v patentnem uradu, na katerega se takoj prijavi.

### 1902
- februar: nastani se v Bernu in se preživlja z inštrukcijami.
- 23. junij: s posredovanjem Grossmanovega očeta dobi stalno zaposlitev tehniškega izvedenca (eksperta) 3. razreda za obdelovanje patentnih prijav s 3500 švicarskimi franki plače na leto na Uradu za intelektualno lastnino (patentnem uradu) v Bernu. Z njim dela Michelangelo Michele Besso (1903–1955), italijanski inženir, ki se na njegovo prigovarjanje tukaj zaposli in postane pobudnik nekaterih njegovih poznejših idej Posebne teorije relativnosti (PTR).
- skupaj z Mauriceom Solovineom (1875–1958), romunskim filozofom, in Conradom Habichtom (1876–1958), nemškim matematikom, ustanovi »Olimpijsko akademijo«.
- 10. oktober: umre mu oče.

### 1903
- 6. januar: poroči se z Milevo Marić, pet let starejšo sošolko iz Politehnike. Priči sta mu Solovine in Habicht. Starša se poroki močno upirata. V poroko njegov oče privoli šele na svoji smrtni postelji. Mati pa se z njo nikoli ne sprijazni. Izjavi, da bo Mileva stara čarovnica, ko jih bo njen sin imel 30. O Milevi pravijo, da je imela čemeren značaj. Zares pa v tistih časih študij matematike in fizike za dekle, in to daleč od doma, ni bil pogost pojav.
- v miru ob službi raziskuje v teoretični fiziki in s tem se začenja njegovo najplodnejše znanstveno obdobje.

### 1904
- 14. maj: rodi se mu sin Hans Albert.
- september: po opravljenem državnem izpitu postane stalni uslužbenec patentnega urada.

### 1905
- Abraham Fjodorovič Joffe (1880–1960), ruski fizik, ki je asistent Wilhelma Conrada Röntgena (1845–1923), nemškega fizika, pri katerem je tudi doktoriral, vidi rokopise, kakršne je Einstein oddal za objavo. Bili so jasno podpisani s skupnim imenom Einstein-Marić, objavljeni pa so bili le pod Einsteinovim imenom. Ko sta se Mileva in Einstein leta 1919 sporazumno razvezala, je Albert Milevi v pogodbi prepustil v celoti morebitno Nobelovo nagrado. Dobro je skrbela za sinova, kar po Albertovem odhodu v Berlin, kamor mu ni sledila, spočetka zagotovo ni bilo lahko. Leta 1992 sta angleška novinarja objavila knjigo Zasebna življenja Alberta Einsteina. Nekateri strokovnjaki take knjige obsojajo, češ da po nepotrebnem vdirajo v zasebnost, drugi mislijo, da tudi take knjige prinašajo dragocene podatke. Pisma kažejo Einsteina kot čustveno nedozorelega mladeniča pod precejšnjim materinim vplivom, ki se mu je le počasi izvil. Menda se je vselej poskusil izogniti močnim čustvom. Do najbolj prevratnih fizikalnih zamisli naj bi se dokopal v času, ko je bil skregan z materjo in je osamljeno živel v okviru svoje družinice. Pozneje, po ločitvi od Mileve, se je z materjo pobotal in odtlej naj bi njegove fizikalne zamisli bile manj prevratniške. Težko je reči, ali je zares kaj na takih trditvah. Nekateri so šli še dlje in so izrazili domnevo, da je Mileva strokovno sodelovala pri nastanku PTR. Oprli so se na stavek: »Kako srečen in ponosen bom, ko bova skupaj uspešno končala najino delo o relativnem gibanju.« V ameriški reviji Physics Today se je razvila o tem prava mala razprava. Na eni strani so poudarili, da je Einstein med petimi študenti v svojem letniku dosegel najvišjo oceno in Marićeva predzadnjo, zaključni izpit pa je od obeh naredil samo on. Skoraj v vsakem delu je omenil delo v fiziki, ona pa samo v enem. Nasprotna stran se je opirala na prepuščeno Nobelovo nagrado in na spomine umrlega Joffeja, ki naj bi kot asistent urednika Annalen der Physik v Leipzigu videl Einsteinov rokopis članka s PTR, podpisan z imenom Einstein - Mariti. To je bil Milevin priimek po švicarskem zakonu v madžarski obliki. Večina fizikov, ki pozna Einsteinovo delo, sodi, da je Milevin delež pri Einsteinovih teorijah tolikšen, kot je navadno delež žena v teorijah njihovih mož na začetku skupnega življenja.
- v znanstvenem svetu še popolnoma neznan v Annalen der Physik do tedaj objavi svojih prvih pet in hkrati revolucionarnih del, kjer sta dve od njih temeljni deli kvantne fizike in posebne teorije relativnosti:
- prvi članek o fotoelektričnem pojavu z naslovom O nekem hevrističnem stališču, ki zadeva nastanek in spremembo svetlobe, za katerega 17 let pozneje prejme Nobelovo nagrado. Uredništvo ga je dobilo 18. marca.
- že konec aprila je univerzi v Zürichu predložil delo o določanju prave velikosti atoma s pomočjo difuzije in notranjega trenja v tekočinah z naslovom: Nova določitev velikosti molekul, ki je omogočal izračun velikosti molekul in Avogadrovega števila tudi iz lastnosti tekočin. Razpravo je posvetil Grossmanu. Trditve o obstoju atomov in molekul kot delcev tedaj niso imele dosti neposredne eksperimentalne opore. Precej raziskovalcev je nasprotovalo tej zamisli. Največ veljave je imel Ernst Mach (1838–1916), avstrijski filozof in fizik, ki mu je znanost pomenila zgolj »ekonomično prilagajanje našim občutkom v boju za obstanek«. Atomi so bili zanj v kemiji pripravna zamisel, a v fiziki »neutemeljena poenostavitev«. Zapisal je celo: »Če je vera v atome tako odločilna za fiziko, odklanjam fizikalni način mišljenja.« Einstein, ki je v teoriji relativnosti stavil na Machovo misel o obstoju več časov, ga je ob njegovi smrti leta 1916 počastil z besedami: »Tisti, ki se imajo za Machove nasprotnike, se komaj zavedajo, koliko njegovih pogledov so vsrkali takorekoč z materinim mlekom.« Machovemu mnenju o atomih so se pridružili »energetiki«. Zanje so bili atomi in molekule odveč, ker so priznavali za edino količino v fiziki in kemiji le energijo. Najbolj znana od njih sta bila Ostwald in dresdenski geometer Georg Ferdinand Helm (1851–1923). Spor je sprožil na znanstvenem sestanku Ludwig Edward Boltzmann (1844–1906), avstrijski fizik, ki je po smrti Stefana kot njegov učenec zasedel profesorsko mesto na Dunaju in ki je vneto zagovarjal obstoj atomov. Spor se je nadaljeval s članki po revijah. Mach se ga je udeleževal bolj iz ozadja, Boltzmanna pa je podprl Planck, čeprav o neki drugi zadevi nista bila enakega mnenja. Johann Josef Loschmidt (1821–1895), avstrijski fizik in kemik, ki je delal kot enakopraven profesor na Stefanovem institutu, je leta 1865 izračunal, kolikšno pot v povprečju preleti molekula v idealnem plinu, preden trči z drugo. Iz tedaj znanih podatkov je bilo mogoče po tem oceniti, da merijo molekule milijonino mm in da jih je v plinu pri navadnih okoliščinah v cm3 toliko, da njihovo število zapišemo z 20 ničlami za 1. Podpora v obliki novih merjenj bi pristašem atomov in molekul prišla zelo prav. Einsteinov prispevek je ponudil to možnost. Najprej je omenil, da gre pri pojavu, ki ga namerava opisati, morda za Brownovo gibanje, vendar se mu je zdelo, da podatki ne zadostujejo za trden sklep. To je opisal v svojem drugem članku.
- drugi članek o teoriji Brownovega gibanja, gibanja drobnih delcev, ki jih je odkril Robert Brown (1773–1858), škotski botanik, leta 1827 (1828) z naslovom O gibanju, ki ga zahteva molekulsko kinetična teorija toplote za delce, lebdeče v tekočini (Über die von der molekularkinetischen Theorie der Wärme geforderte Bewegung von in ruhenden Flüssigkeiten suspendierten Teilchen Arhivirano 2004-07-23 na Wayback Machine.). Uredništvo ga je dobilo 11. maja. Delce razpršimo v plinu ali v kapljevini, da lebdijo v njem in jih lahko opazujemo pod mikroskopom. Delci se neurejeno gibljejo zaradi naključnih trkov z molekulami; pogosto trči v delec več molekul na eni strani kot na drugi. Brown je z mikroskopom opazoval, kako so se delci cvetnega prahu v kapljici vode neurejeno gibali sem in tja. Podobno je ugotovil tudi za delce steklenega in kamnitega prahu. Pojava sprva niso znali pojasniti. Pomislili so sicer na tokove zaradi segrevanja kapljice, vendar so misel opustili, ko so opazili, da se bližnja delca lahko gibljeta v nasprotnih smereh. Einstein je pojasnil, da je mogoče gibanje veliko večjih delcev, ki jih vidimo pod mikroskopom in ki lebdijo v tekočini, preslikati na gibanje molekul. Pri tem je uporabil molekulsko kinetično teorijo, kot so tedaj imenovali statistično mehaniko. V njej obravnavamo na primer plin kot veliko množico molekul, ki se neurejeno in hitro gibljejo in trkajo med seboj in s steno posode. Na splošno je višja temperatura povezana s hitrejšim gibanjem molekul. Predstavljajmo si čezoceansko ladjo z ugasnjenimi motorji, v katero se zaletava nepregladna množica žogic za ping pong. Navadno se jih zaleti z leve enako kot z desne. Včasih pa se jih po naključju zaleti z leve več kot z desne in kdaj z desne več kot z leve. Večinoma razlika ni velika, v redkih primerih pa je velika in tedaj se ladja premakne malo v levo, ko trči več žogic z desne, in v desno, ko trči več žogic z leve. Mogoče bi bilo ugotoviti, koliko je žogic in kako velike so, če bi podrobno zasledovali gibanje ladje. Tako pojasnimo Brownovo gibanje cvetnega praška, v katerega zdaj s te strani zdaj z druge trči več molekul vode. Dalje si je Einstein pomagal s tem, kar so vedeli na primer o sladkorju v vodi. Iz plasti osladkane vode se sladkor počasi razleze v sosednjo plast neosladkane vode. Račun je ponovil za cvetni prašek z obliko krogle. Ugotovil je, da se delec s premerom tisočine mm v vodi pri navadni temperaturi v eni minuti od začetne lege oddalji v povprečju za približno 6 tisočin mm. Tako je izračunal povprečno vrednost kvadrata razdalje od začetne lege za množico enakih delcev. To bi bilo mogoče izmeriti pod mikroskopom. Poleg tega je ugotovil, da je oddaljenost v določenem času tem večja, čim višja je temperatura, čim manjši je premer delca in čim manj židka je tekočina. Predlog, da bi po tej poti določili velikost molekul in njihovo število v določeni masi vode, je pospremil s pripombo, da bi »molekulsko-kinetična teorija« zašla v težave, če bi se pokazalo, da ni tako. Zaželel je, naj bi kmalu kakemu raziskovalcu uspelo razčistiti to pomembno vprašanje. Jean Baptiste Perrin (1870–1942), francoski fizik, je kmalu nato pokazal, da sestavljajo kapljevine in pline molekule, v kar so tedaj nekateri še dvomili. Med letoma 1909 in 1911 je Perrin izvedel podrobna merjenja z delci smole v vodi in z delci dima v zraku. Z merjenji je zares določil število molekul v določeni masi snovi in posredno tudi velikost molekule. Tako je odpravil dvom o tem, da atomi in molekule obstajajo, in si leta 1926 prislužil Nobelovo nagrado za fiziko. Ta merjenja so prepričala tudi trdovratnega Ostwalda. Le Mach je do smrti ostal pri svojem. Einstein ni poznal dela iz leta 1888 Louisa Georgesa Gouya (1854–1926), francoskega fizika, ki je predpostavil, da je Brownovo gibanje oblika toplotne energije. Neodvisno od Einsteina je do podobnih sklepov prišel Marian Smoluchowski (1872–1917), poljski fizik. Danes v molekule in atome nihče več ne dvomi. S tipalnim elektronskim tunelskim mikroskopom, ki so ga prvič uporabili 1985, jih je mogoče celo prestavljati. Tako so ameriški raziskovalci leta 1991 iz molekul ogljikovega oksida na ploskvi kristala platine sestavili sliko človeka, kjer so bile molekule postavljene s kisikovimi atomi proti gledalcu. »Človek CO« je meril v višino samo 5 milijonin mm.
- tretji članek o problemih posebne teorije relativnosti z naslovom K elektrodinamiki gibajočih se teles (Zur Elektrodynamik bewegter Körper Arhivirano 2005-01-30 na Wayback Machine.). Uredništvo ga je dobilo 30. junija.
- članek o enakosti energije in mase telesa z naslovom Ali je vztrajnost telesa odvisna od njegove energije?, ki je izhodišče za najpomembnejše zaključke PTR. Svojega prispevka k PTR ni imel za »revolucionarno dejanje«, ampak ... za naravni razvoj na črti, ki jo lahko zasledujemo stoletja.
- Henri Poincaré (1854–1912), francoski matematik in filozof, skoraj hkrati z Einsteinom pošlje znanstvenim revijam dve razpravi, ki sta obe imeli naslov O dinamiki elektrona. Tesno sta se opirali na Lorentzovo razpravo iz leta 1904 in kažeta na doseženo delo, ki je do tega časa najbližje posebni teoriji relativnosti, ne samo po matematični, ampak tudi po vsebinski plati.
- z dodatkom enega stavka k prejšnji razpravi o difuziji opravi doktorat iz filozofije na züriški univerzi. V knjižnicah tega letnika revije Annalen der Physik ni mogoče najti na policah. Prav zaradi Einsteinovih člankov je tako dragocen, da ga knjižničar hrani v zaklenjeni omari. To je bilo Einsteinovo prvo čudežno leto.

### 1906
- Planckov asistent Max von Laue (1879–1960), nemški fizik, je pisal Einsteinu in se zmenil z njim, da se dobita v Bernu poleti. Zdi se – čeprav dokazi niso čisto jasni – da je Laue avtomatično domneval, da Einstein predava na bernski univerzi. Vsekakor je bil presenečen, ko je odkril, da je človek, ki je uvedel nove ideje o prostoru in času in z njimi napravil tak vtis na Plancka, nepomemben uslužbenec v sami srajci, za katerega se skoraj ni menil, ko ga je iskal v patentnem uradu. Njuno srečanje je bilo začetek prijateljstva, ki ju je vezalo vse življenje, tudi zato, ker sta bila istih let.

### 1907
- uporabi kvantne enačbe za nihanje atomov v kristalih in ugotovi, da gre specifična toplota kristalov proti nič, ko gre proti nič absolutna temperatura. To kvantno teorijo specifične toplote je izpopolnil Peter Joseph William Debye (1884–1966), nizozemsko-ameriški fizik in kemik. Tukaj je specifična toplota dana z:

cv = 234 R (T/T`)3
- odkrije načelo ekvivalentnosti vztrajnostne in težnostne mase, ki je pozneje eden od gradnikov STR.
- napove gravitacijski rdeči pomik spektralnih črt. V daljšem članku o PTR je v razdelku, posvečenem gravitacijskemu polju, ugotovil, da ustreza energiji elektromagnetnega valovanja E pospeševalna masa E/c2 in tudi tolikšna težnostna masa. Hitrost svetlobe v praznem prostoru je odvisna od gravitacijskega potenciala. Po zgledu enačbe za Dopplerjev pojav, ki ga je odkril Christian Andreas Doppler (1803–1853), avstrijski matematik in fizik, je izpeljal enačbo za gravitacijski rdeči pomik v prvem redu. To vprašanje je obdelal štiri leta pozneje.
- zaradi ugodnih okoliščin spet začne razmišljati, da bi postal privatni učitelj, tako da bi si nekega dne le prislužil profesuro. Ker je moral najprej predložiti tezo za inavguracijo, je poslal bernski univerzi svojo razpravo o relativnosti iz 1905. Zavrnili so jo. Eden od razlogov, zaradi katerih so jo zavrnili, je bil, da je nerazumljiva. Bil je upravičeno zagrenjen.

### 1908
- 3. januar: piše Grossmanu, ki je bil že profesor matematike na züriški politehniki: »Čeprav tvegam, da me boš imel za smešnega, te moram vprašati za svet v neki praktični zadevi. Zelo si želim dobiti mesto profesorja na srednji tehniški šoli v Winterthuru (matematika in fizika). Prijatelj, ki tam uči, mi je strogo zaupno povedal, da bo najbrž pri njih v bližnji prihodnosti prosto mesto. Ne misli, da me je do takega karierizma pripravila megalomanija ali kaka druga sumljiva strast; pohlepen sem postal samo iz goreče želje, da bi lahko nadaljeval zasebno znanstveno delo v manj neugodnih okoliščinah, kar boš gotovo razumel. »A zakaj se hoče dokopati prav do te službe,« se boš vprašal? Vzrok je samo v mojem prepričanju, da imam tam največ možnosti, in sicer:

(1) ker sem nekaj časa poučeval tam kot nadomestni učitelj;
(2) ker imam razmeroma prijateljske stike z enim tamkajšnjih učiteljem.
In zdaj te sprašujem: kako se je treba lotiti takega dela? Ali naj recimo obiščem kakega človeka in mu iz oči v oči dokažem, da sem dostojen državljan in vreden opravljati učiteljski poklic? In koga naj v tem primeru obiščem? Ali ne bi bilo zelo verjetno, da bi napravil nanj slab vtis (ker ne govorim švicarske nemščine, ker imam judovski obraz itd.)? In še nekaj: ali bi bilo prav, da v tem pogovoru povzdigujem svoje znanstveno delo?«
- januar: poteguje se za prosto mesto profesorja matematike na züriški kantonski gimnaziji,
- privatni docent na Bernski univerzi (ker drugače ni mogel dobiti akademskih časti) in hkrati zaposlen na patentnem uradu.
- skupaj s P. Gabihtom in po ženinih načrtih izdela in patentira voltmeter z obsegom 0,0005 V.
- 21. september: v Kölnu Minkowski poda bolj poljudno poročilo o relativnosti na 8. kongresu nemških znanstvenikov in fizikov.
- nekdo, ki prosto pada, ne občuti gravitacije. V opazovalnem sistemu prosto padajočega opazovalca, ki se ne vrti, veljajo enačbe PTR. Na majhnem območju ne moremo ločiti opazovalnega sistema, ki miruje blizu velikega telesa v točki z določenim gravitacijskim pospeškom, od opazovalnega sistema, ki se daleč proč od velikih teles giblje enakomerno pospešeno z nasprotno enakim pospeškom, obe načeli ekvivalentnosti.
- s sodelavcem Jakobom Johannom Laubom (1882–1962), švicarskim fizikom, v Annalen der Physik izda članek O osnovnih elektromagnetnih enačbah gibajočih se teles (Über die electromagnetischen Grundgleichungen für bewegte Körper), kjer sta pokazala, da gibljiv magnetni dipol povzroča električni dipolni moment.

### 1909
- promoviran za doktorja fizike ob 350-letnici züriške univerze.
- skupaj s Solvayem dobi častni doktorat Univerze v Ženevi.
- 7. maj: izredni profesor teoretične fizike na züriški univerzi, ko se njegov prijatelj Friedrich Adler (1879–1960), avstrijski fizik in filozof, odpove izbiri. Ker se je Adler tako dobro branil, je moral svetnik Ernst popustiti.
- do leta 1913 je skupaj z Grossmannom sledil misli, da je metrični tenzor gik, ki določa geometrijo prostora, neposredno povezan z izvirom gravitacije, to je z maso.
- 6. julij: po sedmih letih da odpoved v patentnem uradu, ki naj bi stopila v veljavo 15. oktobra tega leta.

### 1910
- 28. julij: rodi se mu sin Eduard »Tete«.
- skupaj s P. Gabihtom izdela potencialni pomnoževalnik (multiplikator),
- Nordström-Reissnerjeva singularnost, Gunnar Nordström (1881–1923), finski kemik in fizik, Hans Reissner (1881–1984), nemški letalski inženir, (neodvisno), Hermann Weyl (1885–1955), nemški matematik, (poseben primer za točkovni izvor).

### 1911
- redni profesor teoretične fizike na tedanji Nemški univerzi v Pragi.
- v Pragi se spozna s Paul Ehrenfestom (1880–1933), avstrijskim fizikom in matematikom, in ostane z njim prijatelj 20 let, vse do prijateljevega samomora.
- spozna Maxa Broda (1884–1968), avstrijskega pisatelja, esejista in filozofa, ki je dramatiziral Kafkove romane, Georga Alexandra Picka (1859–1942), avstrijskega matematika, ki ga spozna z deli italijanskih matematikov Gregorio M. M. Ricci-Curbastra (1853–1925) in Tullio Levi-Civita (1873–1941), in, ki je kot Jud okrutno umorjen v Koncentracijskem taborišču Terezin v pozneje zasedeni Češkoslovaški. Pick je predsednik odbora na Nemški univerzi, ki je izvolil Einsteina za predstojnika stolice za matematično fiziko.
- v Bruslju sodeluje na 1. Solvayevem kongresu naravoslovcev, kjer sodelujejo Walther Hermann Nernst (1864–1941), nemški fizik, Marcel Louis Brillouin (1854–1948), francoski fizik in matematik, Ernest Solvay (1838–1922), belgijski kemik, podjetnik in človekoljub, Hendrik Antoon Lorentz (1853–1928), nizozemski fizik, Emil Gabriel Warburg (1846–1931), nemški fizik, Perrin, Wilhelm Wien (1864–1928), nemški fizik, Marie Marja Curie-Skłodowska (1867–1934), francoska fizičarka in kemičarka, Poincaré, Robert B. Goldschmidt (1877–1935), belgijski inženir, iznajditelj in graditelj balonov, Max Planck (1858–1947), nemški fizik, Heinrich Rubens (1865–1922), nemški fizik, Arnold Sommerfeld (1868–1951), avstrijski fizik in matematik, Frederick Aleksander Lindemann (1886–1957), angleški fizik, Maurice de Broglie (1875–1960), francoski fizik, Martin Knudsen (1871–1949), danski fizik in oceanograf, Stefanov učenec Friedrich Hasenöhrl (1874–1915), avstrijski fizik, (1877–1935), Georges Hostelet (1875–1960), francoski sociolog, matematik in filozof, Edouard Herzen (1877–1936), belgijski kemik, sir James Hopwood Jeans (1877–1946), angleški matematik, fizik in astronom, Ernest Rutherford (1871–1937), angleški fizik, Heike Kammerlingh-Onnes (1853–1926), nizozemski fizik, Paul Langevin (1872–1946), francoski fizik.
- že Isaac Newton (1642–1727), angleški fizik, se je leta 1703 vprašal: »Ali ne delujejo telesa na svetlobo v daljavi in ne zakrivijo njenih žarkov in ali ni to delovanje najmočnejše pri najmanjši razdalji?« Kot prvi je izračunal tak odklon Henry Cavendish (1731–1810), angleški kemik in fizik, okoli leta 1784. Leto poprej mu je pisal John Michell (1724–1793), angleški astronom in geolog, profesor v Cambridgeu, da bi morda lahko določili maso zvezde, če bi ugotovili, za koliko se zmanjša hitrost svetlobe, ki jo zapušča. V Philosophical Transaction of the Royal Society of London je celo objavil delo, v katerem je iznesel, da bi zvezda, ki je dovolj masivna in zbita, imela tako močno gravitacijsko polje, da mu svetloba, ki bi jo zvezda zajela, ne bi mogla pobegniti. Gravitacijsko polje bi ujeto ali izsevano svetlobo iz površine zvezde vrnilo nazaj še preden bi neznatno ušla. Michell je mislil, da mogoče obstaja veliko število takšnih zvezd. Čeprav ne bi bili v stanju, da jih opazimo, ker svetloba, izsevana iz površine, do nas ne bi prišla, bi vseeno zaznali njihovo gravitacijsko privlačevanje. Cavendish, ki se je ukvarjal z delčno teorijo svetlobe, je napisal rešitev v nekaj potezah, a njegovo delo je ostalo do leta 1920 neobjavljeno. Michellovo delo je verjetno vzpodbudilo tudi Pierra-Simona Laplacea (1749–1827), francoskega matematika in astronoma, da je v svojih spisih leta 1796 razmislil o vesoljskih telesih z veliko maso, ki jih ne more zapustiti niti svetloba. Po nekaterih virih je prišel do teh zamisli neodvisno od Michella in jo je vključil samo v prvo in drugo izdajo svoje knjige Sistem sveta. Tako je leta 1798 ugotovil na osnovi Newtonove mehanike in Newtonovega splošnega gravitacijskega zakona, da utegnejo biti največja sevajoča telesa v Vesolju za nas nevidna in je našel pravilno enačbo za velikost takšnih teles. Po teh izdajah je Johann Georg von Soldner (1776–1833), nemški astronom, neodvisno od Cavendisha izračunal odklon in ga prvi objavil leta 1801. Pri tem sta oba ekscentričnost polovičnega odklona določila z zahtevo, da se delci gibljejo s hitrostjo svetlobe c ali v največji razdalji, kot je naredil Cavendish, ali v najmanjši oddaljenosti, kot je naredil Soldner. Oba odklona se ne razlikujeta zaznavno in v enačbah ni mase delcev. Soldnerjevo delo je ostalo neopaženo, kljub temu, da ga je objavil v znani reviji. Ne pozna ga niti Einstein, ko napove enak odklon svetlobnega curka v gravitacijskem polju telesa pri prehodu mimo Sonca kot Soldner in, ki je znašal 0,875 kotnih sekund. Pri tem pa samo načelo ekvivalentnosti pospeševalne in težnostne mase ni zadostovalo. Dodati mu je moral še drugo načelo, ki se mu navadno reče načelo splošne kovariantnosti in je šele s svojimi enačbami polja videl, da je odklon v resnici dvakrat večji. Soldnerjev izid je opremil z opombami in ponovno objavil Philipp Eduard Anton von Lenard (1862–1947), nemški fizik, ki je sodil v krog tedanjih Einsteinovih nasprotnikov in njegove teorije relativnosti. Teorijo je pred napačnimi napadi zanosno branil Laue, ki je tega leta prvi napisal obširnejšo strokovno knjigo o splošni teoriji relativnosti.
- podrobneje obdela gravitacijski rdeči pomik spektralnih črt na osnovi jasneje izraženega načela ekvivalentnosti.

### 1912
- redni profesor fizike na Tehniški visoki šoli v Zürichu. Tu dobi nekakšno zadoščenje za leta brezposelnosti v mladosti. Na univerzi spet sreča Grossmanna, ki je poučeval matematiko. Prosi ga, da mu pomaga naštudirati potrebna matematična orodja, da bo lahko sestavil svojo teorijo. Grossmann mu ugodi, vendar le pod pogojem, da ne bo nikoli odgovoren za fizikalne zamisli. Skupaj tako objavita več člankov, sestavljenih iz dveh delov: fizikalnega, za katerega je odgovarjal Einstein, in matematičnega, ki ga je sestavil Grossmann.

### 1913
- sodeluje na 2. Solvayevem kongresu naravoslovcev. kjer spozna E. Macha.
- november: Planck, Nernst, Rubens in Warburg so podpisali nadvse ugodno strokovno mnenje, s katerim so predlagali, naj berlinska akademija znanosti izvoli Einsteina za svojega člana. Mnenje so zaključili takole: »V celoti lahko rečemo, da je komaj kak problem, s katerim je sodobna fizika tako bogata, h kateremu Einstein ni znatno prispeval. Da je včasih v svojih špekulacijah streljal preko cilja, na primer v svoji domnevi o svetlobnih kvantih, mu ne kaže zameriti, saj brez tveganja celo v najbolj eksaktnih znanostih ni mogoče vpeljati zares nove zamisli.«
- 14. oktober: piše pismo Georgeu Elleryju Haleu (1868–1938), ameriškemu astronomu, predstojniku Observatorija Mount Wilson, kjer ga prosi, če bi lahko opravil meritve, ali Sonce v resnici ukrivi svetlobne žarke, ne da bi čakal na Sončev mrk. Hale se je posvetoval z drugimi astronomi in mu odgovoril, da to ni mogoče, kar se je pozneje izkazalo kot srečni slučaj, saj če bi odklon že izračunali, bi dobili dvakrat večjo vrednost, kot jo je v tem času napovedoval samo z načelom ekvivalentnosti.

### 1914
- izbran za člana Pruske akademije znanosti v Berlinu in četudi so mu ponujali druga ugodna mesta, je ostal zvest Berlinu, ki se mu ni oddolžil,
- začne se prva svetovna vojna, njegovo delo ni oteženo.
- Erwin Finlay-Freundlich (1885–1964), nemški astronom išče dokaz za odklon svetlobnega curka in preuči vse obstoječe fotografije Sončevega mrka, vendar brez upeha. Ker naj bi v tem času mrk nastopil v Rusiji, je odpotoval tja, da bi preveril Einsteinovo napoved. Ker pa je že izbruhnila vojna, ni mogel opraviti meritev.
- predstojnik na novo ustanovljenega Fizikalnega inštituta cesarja Viljema (Kaiser Wilhelm Institut für Physik) v Berlinu, kjer ostane vse do odhoda v ZDA.
- hkrati profesor berlinske univerze s svobodnim učnim programom.
- ko je Grossman ostal v Zürichu, išče enačbo, ki bi zadovoljila, da bi v nerelativističnem približku dobil Poissonovo (Laplaceovo  ?_ ) enačbo Δ Φ =  4 π ρ, ker morajo namesto elementov metričnega tenzorja gik nastopati njihovi drugi odvodi po koordinatah.
- organizira nedeljski fizikalni seminar, na katerega hodijo Nernst, Planck, Laue, Gustav Ludwig Hertz (1887–1975), nemški fizik, F. Frank, Erwin Schrödinger (1887–1961), avstrijski fizik, in Lise Meitner (1878–1968), nemška fizičarka.
- hkrati občasno profesor na Univerzi v Leidnu.
- spozna veliko sovjetskih državnikov, med njimi Georgija Vasiljeviča Čičerina (1872–1936) in Anatolija Vasiljeviča Lunačarskega (1875–1933), ki pozneje tudi piše o njem.

### 1915
- skupaj z Wandrom Johannesom de Haasom (1878–1960), nizozemskim fizikom in matematikom, napove in pozneje tudi opazuje Einstein-de Haasov giromagnetni pojav – pojav, da se okrog navpične osi vtrljivo obešena valjasta palica iz mehkega železa ali druge feromagnetne snovi za malenkost začne vrteti, ko obrnemo smer navpičnega magnetnega polja, vzporednega z njegovo osjo, in se namagneti. Z merjenjem zasuka določimo giromagnetno razmerje elektronov, ki so odgovorni za feromagnetizem. Izmerjeno razmerje je blizu 2, kar priča, da izvira feromagnetizem od spinov elektronov in ne od njihovih tirnih vrtilnih količin.
- tik preden postavi enačbe polja v končni obliki, izpelje enačbo za zasuk Merkurjevega perihelija v STR in dobi, da se zasuče njegov perihelij v sto letih za dpE=42,960", kar se v okviru točnosti ujema z izidi pri merjenju. Vrednosti za druge planete: Venera 8,61", Zemlja 3,84", Mars 2,54" na stoletje. Zaradi tako majhnih vrednosti jih do tedaj še niso uspeli opaziti. Poskusi, da bi pojasnili izmerjeni zasuk 43", so v sto letih šli v dveh smereh. Na eni strani so ostali pri Newtonovem splošnem gravitacijskem zakonu in iskali vzrok v porazdelitvi mase: večja masa Venere, novi planet ali planetni obroč znotraj Merkurjevega tira, Merkurjeva Luna, medplanetni prah ali sploščenost Sonca. Na drugi strani bi imelo podoben učinek majhno odstopanje od Newtonovega splošnega gravitacijskega zakona, se pravi majhen dodatek k sili, ki je obratno sorazmerna s kvadratom razdalje. To je vedel že Newton. Vsak od teh predlogov je imel kakega zagovornika, a uveljavil se ni nobeden.
- postavi enačbo sorazmernosti Riccijevega tenzorja {\displaystyle R_{ik}} z napetostnim tenzorjem {\displaystyle T_{ik}}, katerega kovariantni odvod pa ni enak nič, {\displaystyle R_{ik}\propto T_{ik}}.
- zapiše svojo enačbo gravitacijskega polja, po kateri je Einsteinov tenzor:

{\displaystyle G_{ik}=R_{ik}-{\frac {1}{2}}Rg_{ik}\!\,}
sorazmeren z napetostnim tenzorjem {\displaystyle T_{ik}}. Nekako ob istem času je prišel do sorodne enačbe tudi David Hilbert (1862–1943), nemški matematik, ki pa se je delno zgledoval po njem. Po letu 1997 so, kakor je poročal Shapiro, v Hilbertovih zapiskih dejansko videli, da je Hilbert računal drugače in v drugačnem smislu, tako da je enačba v celoti Einsteinovo izvirno delo.
- Cornelius Lanczos (1893–1974), madžarski matematik in fizik, mu pošlje svojo dizertacijo o teoriji relativnosti Povezava Maxwellovih enačb v etru s funkcionalno analizo (Relation of Maxwell's Aether Equations to Functional Theory). Einstein je bil nad njo navdušen in mu je odgovoril: »Prebral sem vaše delo do podrobnosti, ki mi jih dopušča moje trenutno preobsežno delo. Lahko rečem, da je pomensko in vsebinsko izvirno. Vsekakor je vredno doktorata. Z veseljem vam dovolim, da ga lahko posvetite meni«.

### 1916
- dela na svoji teoriji gravitacije in vstopa v svoje drugo plodno znanstveno obdobje. Kot razširitev PTR jo v končni obliki objavi kot splošno teorijo relativnosti, ki sproži nastanek nove veje znanosti fizikalne kozmologije.
- januar: piše Ehrenfestu: »Predstavljaj si moje veselje zaradi uporabnosti splošne kovariantnosti in zaradi pravilnega rezultata pri gibanju Merkurjevega perihelija. Več dni sem preživel v ekstazi in ves iz sebe«.
- izda knjigo Grundlage der allgemeinen Relativitätstheorie.
- Karl Schwarzschild (1873–1916), nemški fizik in astronom, poda splošno rešitev Einsteinovih enačb gravitacijskega polja, ko je obravnaval prostor-čas okrog majhne kroglice:

{\displaystyle {\rm {d}}s^{2}=\gamma c^{2}{\rm {d}}t^{2}-r^{2}{\rm {d}}\mathbf {\Omega } ^{2}-{\frac {{\rm {d}}r^{2}}{\gamma }}\!\,}
pri:
{\displaystyle \gamma =1-{\frac {r_{\rm {g}}}{r}}\!\,,}
{\displaystyle r_{\rm {g}}={\frac {\kappa 'c^{2}m}{4\pi }}\!\,}
in:
{\displaystyle {\rm {d}}\mathbf {\Omega } ^{2}={\rm {d}}\theta ^{2}+\sin ^{2}\theta \,{\rm {d}}\phi ^{2}\!\,,}
- Willem de Sitter (1872–1934), nizozemski astronom iz Leidna, pošlje Arthurju Stanleyu Eddingtonu (1882–1944) angleškemu fiziku, astronomu in astrofiziku, kopijo težke Einsteinove razprave o STR. Eddington je bil navdušen. V podrobnem uradnem poročilu je napisal: »Tudi če se bo nazadnje izkazalo, da teorija ni pravilna, terja našo pozornost kot eden najlepših zgledov za prodornost splošnega matematičnega razglabljanja«.
- napove obstoj gravitacijskih valov.

### 1917
- računa verjetnost za sevanje vzbujenih atomov in odkrije stimulirano sevanje, ki 43 let pozneje postane osnova za izdelavo maserjev in impulznih laserjev na kristalni osnovi. Izdela teorijo vzbujenega sevanja.
- poda prve prispevke k fizikalni kozmologiji, kjer si v okviru STR zamisli model Vesolja kot rezultat splošnih rešitev njegovih enačb. Krajevni del je zaradi homogenosti in izotropnosti enak površju štirirazsežne krogle. Ta predstavlja »snov brez gibanja«,
- poda od časa neodvisno stacionarno rešitev:

{\displaystyle {\rm {d}}s^{2}=\left(\gamma -{\frac {1}{3}}r^{2}\right)c^{2}{\rm {d}}t^{2}-r^{2}{\rm {d}}\mathbf {\Omega } ^{2}-{\frac {{\rm {d}}r'^{2}}{\gamma -{\frac {1}{3}}\lambda r^{2}}}\!\,}
stacionarnih enačb gravitacijskega polja s kozmološko konstanto λ :
{\displaystyle G_{ik}+\lambda g_{ik}=-\kappa 'T_{ik}\!\,}
v katerih je praznemu prostoru prirejena energija. Pozneje to smatra za napako.
- de Sitter reši enačbo, v kateri je napetostni tenzor {\displaystyle T_{ik}=0}, gostota mase je nič, ki nakazuje eksponentno razširjanje Vesolja »z gibanjem brez snovi«, kar je presenetljiv rezultat, saj podobne misli ob inflacijski teoriji potrebujejo kozmologi spet čez 70 let in jo načelno uporabijo. Z Einsteinom se de Sitter ni strinjal o njegovi začetni predstavi Vesolja. Ker se svetloba ukrivlja v gravitacijskem polju, naj bi se svetlobni žarki tako ukrivili, da bi spet prišli v točko, od koder so izšli. To je bila posledica takratnega Einsteinovega pogleda na ukrivljenost prostora, ki naj bi bila neodvisna od časa. De Sitter je vztrajal, da lahko pojasnimo STR kot pokazatelj padajoče ukrivljenosti Vesolja in da se zato Vesolje širi kot balonček, ki ga napihujemo. Ocenil je polmer Vesolja na 2 milijardi svetlobnih let, vsebovalo pa naj bi 80 milijard galaksij. Ta ocena je verjetno preveč previdna, tako kot vse ocene o velikosti Vesolja od prazgodovine naprej.
- Ehrenfest uvede načelo pogojenosti trorazsežnosti prostora.

### 1918
- STR se razvija, njen matematični in fizikalni aparat se izboljšujeta, z osredotočenjem v probleme enotne teorije polja vstopa v svoje manj uspešno vročično in naporno znanstveno obdobje.
- Weyl predlaga, da se vzporedno s teorijo gravitacijskega polja geometrizira tudi elektromagnetno polje, ki je tedaj še poznano. Einstein je istovetil gravitacijo z ukrivljenostjo prostora-časa, z drugimi besedami je predpostavil, da prostor-čas, v katerem delujejo gravitacijska polja, ni podrejen Evklidovi (Evklid (ok. 365 pr. n. št.–300 pr. n. št.), starogrški matematik), ampak Riemannovi geometriji (Bernhard Riemann (1826–1866), nemški matematik). V slednji vektor menja svojo smer, ko preteče zaprto ploskev. Prav v tem se izkazuje ukrivljenost prostora. Vendar pa v Riemannovi geometriji tak vektor, ki spremeni svojo smer, obdrži prvotno velikost. V Weylovi geometriji pa ta vektor nima več prvotne velikosti. Sprememba smeri vektorja se enači z gravitacijskim poljem, sprememba njegove velikosti pa z elektromagnetnim poljem. Na ta način ta enotna geometrijska skica, enotna predstava o geometrijskih lastnostih prostora-časa, omogoča enačbe gravitacijskega in obenem elektromagnetnega polja. Weylova teorija je bila z matematičnega in estetskega stališča precejšen napredek. V ljudeh je zbudila prepričanje, da je neestetsko obravnavati eno od sil z geometrijo, drugo pa ne. Einsteina je navdušila harmoničnost in virtuoznost tega geometrijskega izhodišča. Vendar samo geometrijskega. O fizikalni naravi in vsebini Weylove skice, o resnični podrejenosti objektivni stvarnosti tej skici, o možnosti, da se vprašanje o geometrijski zgradbi sveta zadovoljivo eksperimentalno reči, o vsem tem se še ni dalo govoriti. Zanj je bila pomembna ne samo geometrijska, ampak tudi notranja fizikalna popolnost teorije. Medtem ko so drugi občudujoče strmeli, je pokazal na to, da bi bile dolžine predmetov po tej teoriji odvisne od njihove preteklosti. V prostorsko-časovnem sistemu se »dolžine« lahko nanašajo na časovne ali krajevne razdalje. Atomi sevajo svetlobo, katere nihaji odmerjajo točne časovne dolžine. O tem priča obstoj razmeroma ostrih spektralnih črt. Ko bi imeli atomi zelo različno preteklost, bi po Weylu odmerjali različne časovne dolžine in pri zelo velikem številu ne bi sevali spektralnih črt, ampak debele lise. Z dolžinami oziroma s spremembami velikosti vektorjev se neposredno ne smemo poigravati, kot je predlagal Weyl, čeprav je bolj pomembno dejstvo, ki kaže na potrebo po enakovrednem pojmovanju različnih sil. V njegovem pismu junija Weylu se mu obrača z ironično terminologijo – tako karakteristično za njegova pisma – in mu navede svoj globlji ugovor na osrednji problem: »Ali lahko obtožimo gospoda Boga zaradi nedoslednosti, ker je prepustil priložnost, katero ste odkrili Vi, da bi fizični svet harmonično uredil? Mislim, da ne. Ko bi Bog ustvaril svet v skladu z vašim načrtom, (bi mu jaz) očital: »Dragi Bog, če ni bilo v Tvoji moči, da daš (enaki velikosti ločenih togih teles) objektiven pomen, zakaj, o Nedoumljivi, si se odločil, da ... (naj bi se ohranjala njihova oblika)?«« Einstein je nadaljeval: »Če bi Bog izkoristil takšno priložnost, bi se pojavil Weyl II., ki bi zameril Bogu na drug način. Vendar, ker je gospod Bog že davno prej, preden se je pojavila teoretična fizika, videl, da se on ne more prilagajati mišljenju tega sveta in rajši počne to, kar je njemu slajše«. Einstein je podal cel niz drugačnih geometrijskih skic, od katerih mu je vsaka v začetku izgledala primerna, vendar je pozneje uvidel, da še zdaleč ni. Weyl je pozneje opustil razvijanje svoje shematične zamisli, Einstein pa je nadaljeval v tej smeri. Weyl pravi o teh polemikah naslednje: »Einstein je bil že od vsega začetka proti moji zamisli in sva zelo veliko govorila o tem. Upal sem, da bom ovrgel njegove konkretne ugovore. Končno mi je rekel: »No, dragi Weyl, pustiva to. Fizik ne more zgraditi nekaj abstraktnega brez očitnega fizikalnega načela, ki kaže na pot.« Sedaj sva spremenila vlogi. On misli, da je tukaj globok prepad med idejami in preskusi in je treba delovati s pomočjo matematičnih abstraktnih konstrukcij, ki jih moramo seveda zgraditi in primerjati z opazovanji. Samo takšna pot vodi k uspehu. Jaz pa sedaj drugače gledam na to stvar. Moja vera v logično pot je izginila in sedaj upam na drugo vez z eksperimentalno kvantno fiziko, ki bo pripeljala do želenega rezultata. Takšna vez je posebej potrebna zato, ker se vprašanje ne nanaša samo na enotnost gravitacijskega in elektromagnetnega polja. Mi že poznamo valovno polje elektrona (šibka interakcija), lahko odkrijemo še druga, ki delujejo v povezavi z drugimi elementarnimi delci. Vse to mora povezovati enotna teorija polja«.
- Schwarzschildova rešitev brez enačb gravitacijskega polja, Friedrich Kottler (1886–1965).
- rešitev Einsteinovih enačb gravitacijskega polja, ki opisujejo sferno simetrično nevrtečo črno luknjo z nabojem, Nordström, Reissner.
- oblika in velikost Galaksije, Harlow Shapley (1885–1972), ameriški astronom.
- Lense-Thirringova precesija v okviru STR, Josef Lense (1890–1985), avstrijski matematik in fizik, Hans Thirring (1888–1976), avstrijski fizik.

### 1919
- loči se od žene Mileve in se drugič poroči s svojo sestrično Elso Löwenthal (rojeno Einstein, 1876–1936), čeprav ne izgubi stika z Milevo in svojima sinovoma.
- 29. maj: njegova STR dobi prvo nesporno potrditev svojega 2. preskusa, ki ga je kot predikcijo prvega napovedala, dokaza odklona svetlobnega curka v gravitacijskem polju telesa ob Sončevem popolnem mrku, ki sta ga opazovali angleški astronomski odpravi v Sobralu v Braziliji in na portugalskem Prinčevem otoku pred obalo tedanje Španske Gvineje. Zasnovala sta jo ob angleški vladni podpori Eddington in Frank Watson Dyson (1868–1939), angleški astronom. Dyson je opozoril na to, da bo ta dan v teh krajih posebno ugoden popoln Sončev mrk. Prvo je vodil Andrew Crommelin s Kraljevega greenwiškega observatorija, drugo pa Eddington sam. Prva je namerila odklon 2 kotni sekundi, druga pa 1,64 kotne sekunde ob točnosti tretjine kotne sekunde. To je bilo tako blizu 1,75 kotne sekunde, da je veljalo za prepričljivo potrditev njegovi napovedi. Ob Eddingtonovem poročilu o tem dogodku na skupnem zasedanju Kraljeve astronomske družbe in Astronomskega društva v Londonu 6. novembra postane najslavnejši fizik po Newtonu, čeprav mu v sedanjosti ta skoraj neovrgljiv primat odvzema Newtonov angleški cambridgški naslednik Stephen W. Hawking. V Evropi, izmučeni od vojne, so se tudi ljudje, ki sicer niso imeli nobenega odnosa do fizike, navduševali nad tem uspehom znanosti, ki je dozorela v sovražnem Berlinu,
- Weyl ponovno poskuša razširiti Einsteinovo tolmačenje gravitacijske sile in hoče učinke drugih sil opisati z novimi afinimi povezavami. Izhajajoč iz predpostavke, da je vsako fizično merjenje relativno, predloži, da absolutno vrednost neke fizikalne količine, (ki je lahko vektor, npr. jakost električnega ali magnetnega polja) smatramo kot funkcijo prostorsko-časovnih koordinat. To v bistvu pomeni, da se od točke do točke menja merska skala ali razmerje (angl. gauge). Zaradi tega ta pristop imenuje gauge invariance (invariantnost glede na spremembo merske skale ali umerilna invariantnost). Ta postulat o geometrizaciji polj z afinimi povezavami je na nek način identičen s kozmološkim načelom in je pozneje eden od trdnih temeljev novih spoznanj v kvantni fiziki in tudi sami STR nasploh. Tudi navkljub pomembnosti teh raziskav se mora sprijazniti z Einsteinovimi ugovori proti njegovemu načinu in nič kaj navdušen mora umakniti svojo teorijo iz domene gravitacije. Išče nove opore v kvantni teoriji elektromagnetnega polja, ki je največ obetala.
- napiše osmrtnico, posvečeno Martinu Leu Aronsu (1860–1919), nemškemu fiziku in socialistu. Leo Arons, iznajditelj živosrebrne svetilke, je od leta 1890 do 1900 predaval na berlinski univerzi kot zasebni docent. Nato ga je pruska vlada kljub nasprotovanju fakultete pregnala z univerze, ker je bil član Bebelove stranke in se je udejstvoval kot socialni demokrat.
- središče Galaksije je v Strelcu, tu je tudi središče Vesolja, Harlow Shapley.
- napoved gravitacijskega lečenja, Oliver Joseph Lodge (1851–1940), angleški fizik, pisatelj in izumitelj.

### 1920
- umre mu mati.
- 18. marec: piše Lorentzu: »Srečni smo, da se je klavrno ponesrečil zadnji reakcionarni prevrat. Med takimi ljudmi bi bilo življenje neznosno«.
- piše Ehrenfestu: »Na zunaj se je k nam spet vrnil mir. Vendar so ostala izredno ostra nasprotja, samovolja in ogorčenje proti njej. V mestu gospodarita stiska in lakota. Otroci trumoma umirajo. Živa duša ne ve, kam plovemo v politiki. Država je popolnoma nemočna«.
- v Leydnu obišče Lorentza, Ehrenfesta in njegovo ženo Tatjano Aleksejevno Afanasjevno Ehrenfest, ki postaneta njegova in ženina najbližja evropska prijatelja.
- napiše delo Grundgedanken und Methoden der Relativitätstheorie, in ihrer Entwicklung dargestellt, ki ni objavljeno,
- 26. april: »Velika razprava« o velikosti in zgradbi Vesolja, Harlow Shapley, Heber Doust Curtis (1872–1942), ameriški astronom.

- Einstein z Ehrenfestom na obisku pri Zeemanu v Amsterdamu okoli leta 1920
- Einstein, Ehrenfest in Ehrenfestov sin Paul, Ehrenfestov dom v Leidnu, junij 1920
- Einstein z berlinskimi fiziki, 1920
- Einstein v svoji pisarni na Univerzi v Berlinu, okoli 1920
- Einstein, Ehrenfest, Langevin, Kamerlingh Onnes in Weiss, Kamerlingh Onnesov dom, 1920

### 1921
- 5. maj, izbran za člana Kraljeve družbe v Londonu.
- potuje v Prago, Dunaj in ZDA.
- v ZDA spozna Charlesa Proteusa Steinmetza (1865–1923), nemško-ameriškega elektroinženirja in iznajditelja, in Nikolo Teslo.
- za svoje znanstvene doprinose človeštvu, natančneje za opis fotoelektričnega pojava in prispevke v uporabi molekularno-kinetične teorije plinov na tekočine dobi Nobelovo nagrado za fiziko.
- Theodor Franz Eduard Kaluza (1885–1954), nemški matematik in fizik vzame v obzir STR 5-razsežni prostor-čas (kvintiprostor) in napiše enačbe gravitacijskega polja v nespremenjeni obliki v petih razsežnostih, ki lepo povežejo gravitacijsko polje z elektromagnetnim, vendar ostajajo problemi fizikalnega opisa.
- Eddington postavi splošnejšo Weylovo enotno teorijo polja.

- Einstein in osebje Observatorija Yerkes pred 1016 mm (40 palčnim) refraktorjem, Williams Bay, Wisconsin, 1921
- Einstein, 1921
- Einstein in Lorentz, Leiden 1921
- Elsa in Albert, 2. april 1921
- Elsa in Albert z voditelji sionistov, New York, 2. april 1921
- Einstein, portretna fotografija Hermana Mishkina, New York 1921
- Elsa in Albert v ZDA, 1921
- Einstein na obisku pri podjetju RCA v New Brunswicku, New Jersey 23. april 1921. Levo od njega je Steinmetz.
- Einstein na obisku na Observatoriju Yerkes pred 40 palčnim refraktorjem, 6. maj 1921. V sredini zadaj je Barnard.

### 1922
- potuje v Anglijo.
- marec: ima predavanje na Francoskem kolegiju (College de France) v Parizu, kar mu omogoči Langevin.
- 5. julij: piše Plancku iz Kiela, naj odpove njegovo predavanje na 100. kongresu nemških znanstvenikov in fizikov septembra v Leipzigu, kjer naj bi bil glavni govornik.
- 1. avgust: javno nastopi na večjem protivojnem zborovanju v Berlinu.
- oktober: z ženo potuje na povabilo nekega japonskega založnika na Japonsko, kjer ostane 6 tednov.
- 20. november: na obisku v Kobeju na Japonskem.
- november: na obisku v Šanghaju. Tu ga švedski konzul obvesti, da je prejel Nobelovo nagrado za fiziko za tekoče leto.
- potuje še v tedanjo Angleško Palestino in Španijo.
- v Londonu izide njegova knjiga Pogledi na relativnost (Sidelights on Relativity).
- Aleksander Aleksandrovič Fridman (1888–1925), ruski matematik, fizik, kozmolog in geofizik, dobi nestacionarne rešitve njegovih enačb gravitacijskega polja, ki pospešijo razvoj in usmeritev eksperimentalne fizikalne kozmologije.
- izbran za člana Ruske akademije znanosti v Moskvi.
- Fridman in Abbe Georges Lemaître (1894–1966), belgijski teolog, astronom in matematik, v okviru STR (neodvisno  ?_ ) podata dinamični model razširjajočega Vesolja z začetnim pogojem t=0.
- Oscar Klein in Kaluza vzameta v obzir STR 11-razsežni prostor-čas, ki deloma pojasni težave ob fizikalni predstavitvi dodatnih razsežnosti.
- ponovna meritev enakosti pospeševalne in težnostne mase s preskusom s prečko (0. preskus STR). Relativna napaka meritve je do 10-8, Loránd Eötvös (1848–1919), madžarski fizik, Dezső Pekár (1873–1953), madžarski geofizik, Jenő Fekete (1880–1943), madžarski geofizik.
- poskus rešitve problema gibanja dveh prostih delcev v gravitacijskem polju kot analogija razširitve Keplerjevega problema iz Newtonovega splošnega gravitacijskega zakona. Pozneje še več neuspelih poskusov.
- preoblikovanje de Sittrovega Vesolja v razširjajočo obliko, Lanczos.

- Albert in Elsa v Velikem kanjonu, 1922
- Einstein na obisku Univerze Tohoku v Sendaiju, november 1922. Na sliki so še Honda, Aiči in Kusukabe

### 1923
- 1. januar: ima predavanje o STR v Šanghaju.
- povabljen na svečanost na Švedsko, kjer mu podelijo Nobelovo nagrado.
- izpolni obljubo, dano ob ločitvi, in svoji nekdanji ženi Milevi izplača denarni del Nobelove nagrade.
- razširi Eddingtonovo enotno teorijo polja.
- de Sittrovo Vesolje lahko napove premočrtno povezavo med razdaljo in rdečim pomikom, Weyl.

### 1924
- v Göteborgu predava skupini znanstvenikom in švedskemu kralju o STR.
- pri obravnavanju sistema iz množice kvantnih delcev, od katerih jih je lahko več v istem stanju, napove zgostitev posebne vrste in neodvisno od Šatendre Nata Boseja (1894–1974), indijskega fizika, pride do istih rezultatov Einstein-Bosejeve kondenzacije, s katero so pojasnili supertekočnost helija.
- v članku K teoriji radiometrskih sil se loti računanja v preprostem približku sile na telo v plinu, v katerem teče tok, če je telo majhno v primerjavi s povprečno prosto potjo. Obdelal je tudi silo na loputo radiometra, ki je pravokotna na toplotni tok, če je loputa velika v primerjavi s povprečno prosto potjo. Pri sili na rob lopute, ki ima na eni strani za Δ T višjo temperaturo kot na drugi, pa v plinu ni znatnega toplotnega toka in ni mogoče narediti preprostega približka. Silo na enoto roba lopute lahko le ocenimo s p[(l)] Δ T/T = kB Δ T/ π (2r1)2. Pri tem je [(l)] = 1/ π n (2r1)2 povprečna prosta pot z gostoto molekul n, to je številom molekul v prostorninski enoti, in s premerom molekule 2r1. Gostoto molekul povezuje s tlakom p in temperaturo T enačba p = nkT, kjer je kB Boltzmannova konstanta. To je samo eden od dveh prispevkov k radiometrski sili. Pri temperaturni razliki nekaj kelvinov doseže malo več kot 0,0001 N/m, če premer molekule ocenimo z nekaj 10-10 m. Rob lopute radiometra meri nekaj cm, tako da sila na rob lopute doseže le malo več kot 0,000001 N.
- galaksija M 31 v Andromedi leži vsekakor zunaj Galaksije po kefeidah, Edwin Powell Hubble (1849–1953), ameriški astronom.
- enačba za Einsteinov gravitacijski obroč, Orest Danilovič Hvolson (1852–1934), ruski fizik.

### 1925
- doživi tragikomičen slučaj poskusa atentata, ker ga je neka ženska zamenjala z drugim človekom.
- izdela enotno teorijo polja, s katero je bil zadovoljen. V uvodnem odstavku je napisal: »Po neutrudnem iskanju zadnjih dveh let zdaj mislim, da sem načel pravo rešitev«. Ta poskus združitve sloni na nesimetričnem gik, ki se od simetričnega razlikuje v tem, da vsebuje namesto desetih 16 količin polja. 10 količin ustreza gravitacijskemu polju, ostalih 6 pa že dovolj opisanemu elektromagnetnemu polju.
- za svoje znanstvene dosežke prejme Copleyjevo medaljo Kraljeve družbe iz Londona.
- rdeči pomiki galaksij nakazujejo razmerje med njihovo razdaljo in hitrostjo oddaljevanja, Vesto Melvin Slipher (1875–1969), ameriški astronom.

### 1926
- skupaj z Leóm Szilárdom (1898–1964), madžarsko-ameriškim fizikom, razvije novo zamisel absorbcijske toplotne črpalke, katere prvi takšen tip je leta 1810 naredil John Leslie (1766–1832), škotski matematik in fizik. Našla sta način, s katerim se ognemo uporabi mehanske črpalke, da vsi deli hladilnega stroja delajo na istem tlaku, kjer sta kondenzator in absorber spojena v celoto.
- relativistična valovna funkcija za skalarne delce, Klein, Vladimir Aleksandrovič Fok (1898–1974), ruski fizik in matematik, Gordon.

### 1927
- sodeluje na 5. Solvayevem kongresu naravoslovcev, kjer so prisotni tudi Paul Adrien Maurice Dirac (1902–1984), angleški fizik, Planck, Curie-Sklodowska in Niels Henrik David Bohr (1885–1962), danski fizik. Z Bohrom se zaplete v razpravo, kjer si je prizadeval, da bi si izmislil preskus, ki bi pokazal nezadovoljivost kvantne mehanike. Bohru je postavil predlog, ki ga je Bohr po nočnem razmišljanju drugi dan ovrgel.
- Georges Lemaître na osnovi Einsteinovih enačb polja predlaga model Vesolja, ki je v začetku stacionarno po Einsteinu, nato raztezajoče po Fridmanu in čez neskončno dolgo časa zelo raztezajoče po de Sittru.
- zamisli o vlogi snovi na zgodnji razvojni stopnji Vesolja, Lemaître.
- opazovanja vrtenja Galaksije in njene spiralne oblike, Jan Hendrik Oort (1900–1992).

### 1928
- v Davosu predava bolnim študentom.
- na obisku v Švici zboli za razširjenim srcem in preleži v bolnici v Cuosu.
- spozna Helen Dukas, ki ga z Elso neguje in ki ostane ob njem do konca njegovega življenja.
- umre Lorentz. Na njegovem pogrebu govori o njegovem spoštovanju do njega.
- preučuje Kaluza-Kleinovo teorijo, vendar ji ne more najti fizikalne vsebine. Zavrže svojo enotno teorijo polja izpred 3 let. Loti se novega pristopa k enotni teoriji polja. Njegova nova teorija vsebuje tisto, čemur je sam rekel oddaljena vzporednost, in je bila v nekem smislu obrnjena Weylova teorija. Weyl je ob spoznanju, da vzporednost ni trajna, sklenil relativizirati tudi dolžine. Einstein ob spoznanju, da so dolžine trajne, sklene vpeljati razmeroma nemoteno vzporednost, in sicer ne da bi se pri tem odpovedal ukrivljenosti prostora-časa.
- to leto je njegov asistent na Univerzi v Berlinu Lanczos.
- sevanje α je posledica tunelskega pojava, Edward Uhler Condon (1902–1974), ameriški fizik, Ronald Wilfrid Gurney (1898–1953), angleško-ameriški fizik, in neodvisno od njiju (Geiger-Nuttallov zakon (pravilo)), George Gamow (1904–1968), rusko-ameriški fizik (Univerza George Washington, Washington, D. C.).

### 1929
- 14. marec: 50 letnica rojstva.
- preseli se v vas Caputh blizu reke Havel pri Potsdamu, kjer si s svojimi prihranki postavi letno hišico.
- reši glavne probleme zapisa novih enačb polja. Na dan uradne objave tretjega v mogočnem nizu devetih člankov o teoriji, ki so jo razumeli le strokovnjaki, se na prvih straneh tujih časopisov po vsem svetu pojavijo razburljivi naslovi. Poudaril je, da je to delo šele na začetni stopnji. Kmalu odkrije, da mora tudi to teorijo zavreči.
- Hubble opravi na Observatoriju Mount Wilson s 100 palčnim zrcalnim daljnogledom prva astronomska opazovanja, ki nakazujejo fridmanovske nestacionarne modele razširjajočega se Vesolja in na podlagi teh opazovanj in opazovanj iz 1912 Slipherja objavi zakon širjenja Vesolja: H = d/r dt, ki ga sprejme večina takratnih astrofizikov.
- kozmični žarki so nabiti delci, Walther Wilhelm Georg Bothe (1891–1957), Werner Kolhörster (1887–1946).

### 1930
- težko duševno zboli sin Eduard, ki ga v pismih tudi obtožuje.
- zelo pretresen se vrne v Berlin.
- sodeluje na 6. Solvayevem kongresu naravoslovcev, kjer še vedno razpravlja z Bohrom o nepopolnosti kvantne mehanike.
- skupaj z Nathanom Abrahamom Rosenom (1909–1995), ameriško-izraelskim fizikom, napove kot posledico Schwarzschildove rešitve Einstein-Rosenov most, ki pa po njunem mnenju nima fizikalnega pomena.
- predava na Kalifornijskem tehnološkem inštitutu v Pasadeni, kamor ga je povabil Robert Andrews Millikan (1868–1953), ameriški fizik, ki je bil predstojnik inštituta. Obišče Hollywood, v Arizoni obišče indijansko ljudstvo, z ženo obišče Mount Wilsonov observatorij, kjer je opazoval Hubble in delal Hale.
- 11. november: skupaj s Szilárdom pridobi ameriški patent US1781541 za hladilni stroj iz leta 1926. Patent vključuje termodinamski hladilni krog, ki omogoča hlajenje brez gibljivih delov pri stalnem tlaku in toploto na izhodu. Hladilni krog je vseboval amonijak, butan in vodo.
- konec leta: s sodelavcem Walterjem Mayerjem (1887–1948) pošlje v objavo precej drugačno teorijo, ki v bistvu zadrži Kaluzove misli petih razsežnosti, vendar ostaja zaradi fizikalnega bistva v okviru štirih razsežnosti. Uvede pojem semivektorjev, ki so še edini zmožni opisati kontinuum v štirih razsežnostih. Tudi ta poskus nazadnje zavrže.
- Einsteinovo statično Vesolje je nestabilno, Eddington.

- Einstein in Tagore v Berlinu, fotografija Martina Vosa, 14. julij 1930
- Einstein in Niels Henrik David Bohr, Bruselj 1930

### 1931
- ponovno v Pasadeni, kjer razpravlja s kalifornijskimi fiziki.
- dokončno zavrže kozmološko konstanto λ, razmišlja o oscilacijskemu Vesolju.
- napoved obstoja protisnovi (antimaterije), Dirac, Julius Robert Oppenheimer (1904–1967), ameriški fizik, Weyl.
- prvotni atom kot zasnova Vesolja, Lemaître.

### 1932
- judovska filantropa Louis Bamberger in njegova sestra Felix Fuld sta dala obilno denarno pomoč Abrahamu Flexnerju, ki je uresničil svoje sanje in ustanovil Inštitut za višji študij v Princetonu.
- kot že večkrat do tedaj odide predavat v Oxford, tam ga obišče Flexner, ki je govoril z njim že v Pasadeni. Pred petimi leti je Einstein zavrnil ponudbo Veblena, naj bi prevzel raziskovalno profesuro na princetonski univerzi. Sedaj ko je videl, kam drvi Nemčija, je bil pripravljen poslušati Flexnerjev predlog, čeprav še zmeraj ni želel zapustiti svojih kolegov. Po pregovorih in predlogih postane član novo ustanovljenega inštituta za nekaj mesecev.
- prostor je raven in se ne razširja, galaksije se odmikajo v neukrivljenem prostoru, ki se točno sklada z navadnim prostorom iz vsakdanje izkušnje, Edward Arthur Milne (1896–1950), angleški astrofizik, nasprotuje mu Herbert Dingle (1890–1978), angleški fizik.
- napoved obstoja nevtronskih zvezd, Lev Davidovič Landau (1908–1968), ruski fizik.
- uporaba skritih spremenljivk v kvantni teoriji je nemogoča, John von Neumann (1903–1957), madžarsko-ameriški matematik.

### 1933
- v Belgiji v majhnem letovišču Le Coq sur mer se spet spusti v osnove kvantne mehanike.
- v Nemčiji pride na oblast nacizem.
- 28. marec: izstopi iz Pruske akademije znanosti, ki se je že pripravljala, da ga sama izključi.
- še drugič se odpove nemškemu državljanstvu.
- april: izstopi iz bavarske akademije, katere dopisni član je bil.
- junij: na osebno povabilo Oliverja Locker-Lampsona (1880–1954), britanskega mornariškega častnika, za približno šest tednov odpotuje v Anglijo in ima v Oxfordu predavanje na čast Herbertu Spencerju (1820–1903), angleškemu filozofu in sociologu, z naslovom O metodi teoretične fizike, kjer poudari, da so koncepti in osnovna načela, na katerih teoretična fizika temelji, svobodni izmislek človeškega razuma in da predstavljajo bistveni del teorije, ki mu logika ne more blizu. Ima še nekaj znanstvenih predavanj in se vrne v Le Coq.
- ponovno odide v Anglijo, kjer živi razmeroma na samem v Cromerju. Med bivanjem se zasebno pogovarja z vodilnimi angleškimi politiki, med drugim tudi z Winstonom Churchillom (1874–1965), britanskim politikom in državnikom, o grožnji ponovnega nemškega oboroževanja, z Austenom Chamberlainom (1863–1937), britanskim državnikom, in Lloydom Georgeom (1863–1945), nekdanjim britanskim predsednikom vlade. Prosi jih, naj pomagajo pribežati judovskim znanstvenikom iz Nemčije. Martin John Gilbert (1936–), britanski zgodovinar, je navedel, da se je Churchill odzval takoj. Svojega prijatelja, fizika Fredericka Lindemanna, je poslal v Nemčijo, da bi poiskal judovske znanstvenike in jim dal mesta na britanskih univerzah.
- 3. oktober: na velikem britanskem zborovanju javno podpre odbor, katerega namen je bil pomagati nemškim izobražencem, ki so se izselili iz sovražne Nemčije. Med ustanovitelji tega odbora je bil tudi Rutherford.
- 17. oktober: z ženo, tajnico in Mayerjem se odpravi v ZDA, kjer ostane za zmeraj in dela do konca življenja na inštitutu v Princetonu.
- skupaj z Mayerjem še vedno išče nove geometrijske strukture, ki bi jih bilo mogoče uporabiti za poenotenje teorij polja.
- dolga leta vodi skupino mladih fizikov, njegovi asistenti v teh letih so Mayer /1929–1934/, Rosen /1934–1935/, Leopold Infeld (1898–1968), poljski fizik, /1936–1938/, Peter Gabriel Bergmann (1915–2002), nemško-ameriški fizik, /1937–1938/, Valentine Bargman (1908–1989), nemško-ameriški matematik in fizik, /1937–1946/, Ernst Gabor Straus (1922–1983), nemško-ameriški matematik, /1944–1947/, John Cemeni /1948–1949/, Robert Kreinmann /1950/, Bruria Kaufman (1918–2010), izraelska fizičarka, /1951–1955/.
- s samomorom nesrečno umre Ehrenfest.

### 1934
- z R. Goldschmidtom patentira pripomoček za naglušne.
- izda njigo Moja slika sveta (Mein Weltbild).
- v New Yorku izide zbornik Znanstveni eseji (Essays in Science).
- spodnja meja za belo pritlikavko, Subrahmanyan Chandrasekhar (1910–1995), ameriško-indijski fizik, astrofizik in matematik.
- razpad bele pritlikavke porodi supernovo, kjer v jedru ostane nevtronska zvezda, Walter Baade (1893–1960), ameriški astronom, Fritz Zwicky (1898–1974), švicarsko-nemški astronom (tehniška visoka šola Caltech, Pasadena), neodvisno drug od drugega.

### 1935
- skupaj s sodelavcem Borisom Podolskym (1896–1966), ameriškim fizikom, in Rosenom v Physical Review objavi članek Ali imamo lahko kvantno-mehanski opis fizikalne stvarnosti za popolnega? (Can quantum-mechanical description of physical reality be considered complete?), ki naj bi dokazoval nepopolnost kvantne mehanike, ki jo je poskusil dokazati že v Belgiji dve leti prej, in opiše Einstein-Podolsky-Rosenov paradoks (paradoks EPR ali tudi paradoks EPRB – ime še po Davidu Bohmu (1917–1992), ameriškem fiziku), ki ga Bohr in drugi fiziki uspešno ali neuspešno reši in spodbije. Mnenje ni bilo splošno sprejeto, res pa je, da glede osnov kvantne mehanike, posebno glede teorije merjenja in še posebej nanašujoč se na antropska načela, še ni bila izrečena zadnja beseda. S svojim upiranjem kvantni mehaniki je v znatni meri prispeval k temu, da so postala osnovna vprašanja jasnejša.
- Howard Percy Robertson (1903–1961), ameriški fizik in matematik, Tehniška visoka šola Caltech, in Arthur Geoffrey Walker (1909–2001), angleški matematik, na podlagi razprave, ki jo je začel Milne, dobita enake rešitve enačb gravitacijskega polja kot Fridman. Relativistični model Vesolja ima podobne rešitve kot model v okviru Newtonovega splošnega gravitacijskega zakona (metrika FLRW):

{\displaystyle {\rm {d}}s^{2}=c^{2}{\rm {d}}t^{2}-a(t)^{2}{\rm {d}}\mathbf {\Sigma } ^{2}\!\,,}
s prostorsko metriko:
{\displaystyle {\rm {d}}\mathbf {\Sigma } ^{2}={\frac {{\rm {d}}r^{2}}{1-kr^{2}}}+r^{2}{\rm {d}}\mathbf {\Omega } ^{2}\!\,.}
- izdela poskusne enačbe gibanja v enotni teoriji polja skupaj z Infeldom.

- Einsteinova hiša na Mercer Street 112 v Princetonu. Hišo je kupil avgusta 1935
- Pirandelo in Einstein, julij 1935

### 1936
- napove gravitacijske obroče, ki bi jih povzročala velika in masivna telesa v Vesolju kot so npr. galaksije, strnjene meglice ali tudi pozneje odkriti kvazarji.
- z G. Buckyjem patentira avtofokusni fotoaparat.
- za posledicami večletne invalidnosti in obolelosti za multiplo sklerozo umre Grossmann.
- 20. december: po kratki bolezni mu umre žena Elsa (rojena 1876).

### 1937
- Levi-Civita poskuša rešiti razširjeni Keplerjev problem v okviru STR, ki je največ obetal, in praktični dokaz na sistemih dvojnih zvezd.

### 1938
- skupaj z Infeldom in Baneshom Hoffmannom (1906–) pošlje v objavo večje odkritje – rezultat svoje STR – ki je dal še večji sijaj njeni že tako in tako izredni lepoti, in opozoril na enega njenih vidikov, ki daleč presega vse druge teorije. Njegovo delo požene iz korenin njegovih prizadevanj izpred 10 let z J. Grommerjem, zdaj pa je ideja dozorela v veličastno zamisel. Novi računi so bili tako zapleteni in obsežni, da je bilo mogoče objaviti le nekakšen pregled, celotno delo pa so spravili v knjižnico Inštituta za višje študije, kjer so ga lahko proučevali strokovnjaki. Bistvo tega odkritja pa je bilo mogoče preprosto razložiti. Enačbe gravitacijskega polja omejujejo ukrivljenost prostora-časa. Nekateri tipi ukrivljenosti so dovoljeni, drugi ne. Njegova STR je bila dotlej videti razcepljena: na enačbe gravitacijskega polja in na pravilo najkrajše razdalje za gibanje planetov – to pravilo je bilo samo zavora, kajti planete je obravnavala kot točke brez lastne gravitacijske prostorsko-časovne ukrivljenosti. Sedaj v resnici STR ni razdeljena na dva dela. Same enačbe so uravnavale gibanje, in to ne samo za točke, ampak tudi za masivna telesa z gravitacijo in lastno prostorsko-časovno ukrivljenostjo. Niso potrebovale nobenih dodatnih pravil. STR je bila bolj gospodarna, kar zadeva pravila, bolj enostavna, bolj homogena in sploh večja umetnina, kakor si jo je zamišljal pred 20 leti. STR tako ni prinesla nobenih novih omejitev za gibanje kot kvantna mehanika.
- Einstein je obravnaval črno luknjo in domneval, da ne nastane. Ni obravnaval dinamičnega primera, ampak je obravnaval telo kot zbir delcev, ki se gibljejo po vedno manjših tirih. Zaključil je, da bo hitrost delcev narasla do svetlobne hitrosti, še preden bodo dosegli Schwarzschildov polmer.
- neodvisno in po drugačni metodi pride do podobnih odkritjih narave STR Fok.
- skupaj z Infeldom izda knjigo Razvoj fizike od Newtona do kvantne mehanike.
- Robertson najde napako v Levi-Civitajevem izračunu razširjenega Keplerjevega problema pred kakršnimikoli opazovanji. S tem so opustili reševanje tega problema.
- zlivanje vodika v težja jedra v sredici zvezd, neodvisno drug od drugega Hans Albrecht Bethe (1906-2005), ameriško-nemški fizik (Univerza Cornell, Ithaca, New York), Carl Friedrich von Weizsäcker (1912-2007), nemški fizik in filozof.

### 1939
- 14. marec: 60 letnica rojstva.
- Oppenheimer in George Michael Volkoff (1914–2000), kanadski fizik ruskega rodu, v okviru STR podata model nevtronske zvezde.
- Oppenheimer in Hartland Sweet Snyder (1913–1962), ameriški fizik, v okviru STR napovesta obstoj črnih lukenj. Vprašanje je nehote sprožil Landau, ki je obravnaval možnost, da je v sredici zvezde, na primer v Soncu, majhna gosta nevtronska zvezda. Ali lahko Sonce energijo za svoje sevanje krije s padanjem snovi proti nevtronski zvezdi? Oppenheimer in njegovi podiplomski študenti so najprej ugotovili, da se predlagana zamisel ne obnese. Nato so se vprašali, kako velika je lahko nevtronska zvezda. Odgovor se je glasil, da nevtronska zvezda s preveliko maso ne more obstajati. Danes sodimo, da je ta meja pri približno dveh Sončevih masah. Ugotovili so tudi, da se del zvezde znotraj obzorja izključi od preostalega dela. Pri tem je za nekaj časa ostalo.
- 2. avgust: piše protijedrsko pismo Franklinu Delanu Rooseveltu (1882–1945), ameriškemu predsedniku, kjer zapiše: »Zato mislim, da je moja dolžnost, da vam posredujem naslednja dejstva in priporočila: V teku zadnjih štirih mesecev je postalo verjetno – to kaže Joliotovo delo v Franciji in Fermijevo in Szilárdovo delo v Ameriki – da bo mogoče v veliki masi urana doseči verižno reakcijo, pri kateri se bo sprostilo veliko energije in velike količine radiju podobnih elementov. Zdaj se zdi skoraj gotovo, da bo to mogoče doseči v bližnji prihodnosti. Ta novi pojav bi lahko privedel do gradnje bomb in mogoče si je zamisliti – čeprav je manj gotovo – da bo mogoče izdelati izredno močne bombe nove vrste. Ena sama bomba te vrste, ki bi jo ladja pripeljala v pristanišče, bi lahko uničila pristanišče skupaj z okolnim ozemljem. Toda lahko se pokaže, da bodo take bombe pretežke za prenašanje po zraku...«.
- 9. avgust: Schrödingerju piše pismo, kjer mu čestita k njegovemu paradoksu o mački in spregovori še o Bohru. Tudi tukaj poudari, da je prepričan v nepopolnost kvantne mehanike.

### 1940
- dobi ameriško državljanstvo in ohrani švicarsko.

### 1941
- meritev precesijske hitrosti merkurjevega perihelija, Ψ = 42,65" / stoletje (1. preskus STR), Čebotarev.
- merjenje »temperature prostora«. Molekule cianogena CN v velikih oblakih v Galaksiji sevajo vidno svetlobo. Po izrazitosti treh bližnjih spektralnih črt lahko sklepamo, kako se molekule vrtijo, kar je odvisno od temperature plina. Merjenje je dalo 2,3 K, Andrew McKellar (1910–1960), kanadski astronom.

### 1942
- helij in težji elementi bi lahko nastali še pred nastankom zvezd v Vesolju v zelo gosti in vroči nevtronski snovi, Gamow.

### 1945
- se upokoji, vendar še hodi delat v Inštitut.
- poskusi zgraditi enotno teorijo polja iz teorije iz 1925, ki izhaja iz nesimetričnega gik s 16 količinami, 10 za gravitacijsko in 6 za elektromagnetno polje, kjer je iskal rešitve brez singularnosti z istimi enačbami gravitacijskega polja.

### 1946
- maj: sestro Majo zadene kap.
- na podlagi dela Gamowa razvoj kemijskih elementov, Ralph Asher Alpher (1921–2007) (kot doktorant Gamowa, Laboratorij za uporabno fiziko, Univerza Johns Hopkins), Robert Herman (1914–1997).
- efektivna temperatura antene 20 K »za sevanje Vesoljske snovi pri valovni dolžini radiometra«, ki predstavlja sevanje zelo oddaljenih galaksij, Robert Henry Dicke (1916–1997) (Univerza Princeton, Princeton, New Yersey) in sodelavci. Pozneje je pozabil na to.

### 1947
- nastanek kemijskih elementov, Gamow.

### 1948
- 18. februar: nastanek kemijskih elementov in model prapoka, Gamow, Bethe, Alpher (Silver Spring, Maryland). Ta model dobi v sredini 60. letih ime standardni model Vesolja. Ime prapok si naj bi izmislil Fred Hoyle (1905–2001), angleški astrofizik. Drugi pripisujejo ime Lemaîtru.
- Hermann Bondi (1919–2005), Thomas Gold (1920–2004) (Univerza Cornell, Ithaca, New York) in Hoyle, podajo stacionarni model Vesolja ali model mirujočega stanja. Vesolje se ne ponavlja, a se spreminja le toliko, da lahko ostaja nespremenjeno. Ni se nikoli začelo, ampak je ves čas enako. Kolikor snovi iz določene prostornine uide zaradi oddaljevanja galaksij, je nastane v tej prostornini. V 1250 letih bi moral v kocki z robom 100 m nastati en sam vodikov atom. Vse sevanje izvira iz zvezd in je mogoče prostoru med zvezdami prirediti temperaturo 0 K. Nenehno nastaja vodik in v zvezdah nastajajo iz vodika težji elementi. Nanje je vplival film Mrtvi v noči, ki so ga kot mladi raziskovalci na Univerzi v Cambridgeu gledali leto poprej.
- Bondi opredeli razširjeno obliko Kopernikovega načela.
- umre nekdanja žena Mileva Marić.
- galaksije v vse večji oddaljenosti, ki ustreza vse bolj zgodnjemu času, bi morale po stacionarnem modelu biti enako goste, kot v manjši oddaljenosti, ki ustreza poznejšemu času. Radijski izviri so pri večji oddaljenosti redkejši kot pri manjši, stacionarni model je v težavah, Martin Ryle (1918–1984) (Univerza v Cambridgeu).
- na zgodnji razvojni stopnji Vesolja je moralo obstajati zelo gosto sevanje. Zaradi razširjenja Vesolja naj bi od njega preostalo sevanje s spektrom črnega telesa pri temperaturi približno 5 K, Alpher, R. Herman.

### 1949
- poskusi zgraditi enotno teorijo polja.
- 14. marec: 70 letnica rojstva.
- Bondi in Gold navedeta popolno kozmološko načelo.
- Kurt Gödel (1906–1978), ameriško-avstrijski matematik in logik, postavi pogoj na osnovi relativnosti istočasnosti teoretičnega potovanja v katerokoli področje preteklosti ali prihodnosti, pri čemer mora biti le hitrost telesa najmanj 70,7 % svetlobne hitrosti c, kar je približno 800 milijonov km na uro.

### 1950
- v New Yorku izide njegova knjiga Moja poznejša leta (Out of My Later Years).
- reakcija med dvema helijevima jedroma, pri kateri nastane jedro berilija 8Be v kratkoživem vzbujenem stanju. Če ga tedaj zadene tretje helijevo jedro, nastane jedro ogljika 12C, Hoyle.

### 1951
- 25. junij: umre mu sestra Maja.

### 1952
- 25. februar: meritev odklona svetlobnega curka (2. preskus STR) z zvezde ob popolnem Sončevem mrku, Kartum, Sudan, LE=1,70".
- obstajata dve vrsti kefeid, Hubblov čas se poveča za 2,6, Baade.

### 1953
- izda knjigo Pomen relativnosti (The meaning of Relativity).
- prasevanje naj bi imelo temperaturo 7 K, Gamow.

### 1954
- izide njegov zbornik Zamisli in mnenja (Ideas and Opinions).
- 14. april: ima zadnje predavanje na relativističnem seminarju Johna Archibalda Wheelerja v Palmerjevem fizikalnem laboratoriju univerze Princeton, kjer med drugim posreduje svoje misli: »Drugače, to je kot da je nekdo delal na klasičnemu problemu in na koncu vanj postavil zakon o ohranitvi energije. Iščemo, da bi nek sestav opisali samo s kvantnimi števili. To je bolj razumljivo. Vendar nas teorija polja, kakor zgleda, obdaruje z neskončno kvantnimi števili. Veliko je razlogov, da nas privlači neka teorija brez prostora in brez časa. In nihče nima pojma, kako do nje priti. Kvantizirati prostor in čas je seveda otroška zamisel. To je moje opravičilo zaradi tako močnega razburjenja«.

### 1955
- zadnje leto življenja.
- piše nekrolog Autobiographisches.
- 13. april: se ne počuti dobro, ima močne bolečine na desni strani želodca, zdravniki mu postavijo diagnozo anevrize aorte in mu svetujejo operacijo, vendar nanjo ne pristane.
- 17. april: se počuti bolje, obišče ga sin Hans-Albert, Einstein mu govori o težavah enotne teorije polja. Pred polnočjo zvečer zaradi izliva krvi iz aorte v trebušno votlino umre.
- njegovo telo upepelijo in na njegovo prošnjo razsujejo pepel. Pozneje se izkaže, da njegove želje niso izpolnili, ker naj bi delali veliko medicinskih in antropoloških raziskav z njegovimi možgani po celotnih ZDA. Po Feynmanu je bilo njihovo početje verjetno zaman.

## Dediščina po njegovem življenju in poznejše raziskave povezane z njegovim delom

### 1956
- prasevanje naj bi imelo temperaturo 50 K, Gamow v pogovoru s Hoylom. Alpherjevega in Hermanovega podatka ni poznal ali se ga ni spomnil. Na svojo prejšnjo oceno je pozabil. Hoyle je vedel za McKellarjev podatek, a je imel njegovo razmišljanje za napačno.

### 1958
- v nekaterih galaksijah sevajo veliki oblaki vodika, Hubblov čas se poveča za 2,3, Allan Rex Sandage (1926–2010).

### 1960
- meritev gravitacijskega rdečega premika spektralnih črt (3.A. preskus STR) z radioaktivnim izotopom 57 Co kot izvorom na dolžini 22,5 m. Točnost meritve je 99,8 + 0,8 %, (Univerza Harvard, Cambridge, Mass.).

### 1962
- meritev gravitacijskega rdečega premika spektralnih črt (3.B. preskus STR) v svetlobi s Sonca, J. W. Brault. Takšne meritve, ki jih moti Dopplerjev premik zaradi navpičnih tokov v Sončevi atmosferi, niso tako točna, zato so prišla razmeroma pozno. Merili so premik rumene natrijeve črte v Sončevi svetlobi in premik zelo kratkovalovnega sevanja iz atomskih jeder železa na Zemlji. Pri slednjem preskusu so merili pri višinski razliki 1 metra in dosegli relativno ločljivost približno 10-16, kar je zagotovo izjemen dosežek.
- na novo osvetlitev problemov osnov kvantne mehanike in nezmožnost vračanja h klasičnemu determinizmu, Dirac.

### 1964
- ponovna meritev enakosti pospeševalne in težnostne mase s preskusom s prečko (0. preskus STR). Na kremenovo nitko so obesili nosilec z obliko enakokrakega trikotnika, v ogliščih katerega so bile tri uteži s kolikor mogoče enakimi težnostnimi masami: dve iz aluminija in ena iz zlata. Izkoristili so komponento sistemske sile, ki ustreza kroženju Zemlje okrog Sonca. Ta komponenta je manjša od komponente, ki ustreza vrtenju Zemlje, toda zaradi vrtenja Zemlje spremeni vsakih 24 ur svojo smer za 360o. Zato nitke z utežmi ni treba vrteti in tudi navor, ki bi se javil s periodo 24, bi bilo lažje zaznati. Uteži so visele v vakuumski posodi. Njihovo lego so zasledovali elektronsko. Dosegli so relativno napako meritve do 10-11 in v okviru te relativne napake niso uspeli zaslediti nobenega zasuka, P. G. Roll, R. Krotkov, Dicke, (Univerza Princeton, Princeton, New Jersey).
- analiza gravitacijskega lečenja, Steven Liebes, ZDA, Sjur Refsdal (1935–2009), norveški astrofizik.

### 1965
- Bellov izrek zasnovan na Einstein-Podolsky-Rosen-Bohmovem paradoksu, ki dokazuje nasprotovanje krajevnih skritih spremenljivk statističnim predvidevanjim kvantne teorije, John Stewart Bell (1928-1990), irski fizik (CERN). Kasneje so izdelali dokaze za izrek na podlagi skritih spremenljivk tudi drugi: d'Espagnat, Stapp in brez skritih spremenljivk.
- Andrej Dimitrijevič Saharov (1921–1989), ruski fizik, je objavil svoje prvo delo iz fizikalne kozmologije.

### 1967
- Saharov je predložil svojo temeljno zamisel o razvoju Vesolja. Fizikalna kozmologija še ni bila tako neločljivo povezana s fiziko delcev. Poleg delcev obstajajo antidelci. Antidelec ima enako maso kot delec in živi enako dolgo, a ima nasprotni naboj. Vse pa kaže, da v Vesolju ni antigalaksij iz antisnovi – da je torej snovi veliko več kot antisnovi. Saharov je to pojasnil s posebnostmi sile, ki povzroča razpadanje vodikovih jeder, in s tem, da med širjenjem Vesolja snov ni v ravnovesnem stanju. Tako je nakazal razvoj, med katerim bi v Vesolju razpadlo več antidelcev kot delcev in bi naposled prevladali delci nad antidelci. Četudi vse podrobnosti niso razčiščene, je misel padla na plodna tla.
- Saharov je objavil kratek članek s temeljno zamislijo, da gravitacije ne gre obravnavati na enaki podlagi kot preostale znane tri vrste sil. Obravnaval jo je kot metrično prožnost prostora. Gravitacija je samo posledica drugih sil med delci, ki jo opazimo na velikih razdaljah. V kvantni teoriji polja energija polja ni enaka 0, ki tedaj neurejeno niha (fluktuira) okoli vrednosti 0. V prostoru brez velikih teles z maso te fluktuacije ne povzročajo kakega opaznega pojava. Okrog telesa z veliko maso pa fluktuacije spremenijo prostor tako, da na drugo telo z veliko maso deluje privlačna sila. Gravitacijo tako povzročajo energijske spremembe zaradi kvantnih fluktuacij ob deformaciji prostora, podobno kot povzročajo prožnost snovi energijske spremembe vezi ob deformaciji teles. Misel se je zdela ob nastanku nenavadna, a dobrih 10 let pozneje so uvideli, da ponuja zares nekaj prednosti. Še vedno jo raziskujejo.

### 1968
- oktober: meritev odklona radijskih valov (2.A. preskus STR) s kvazarja 3C 279 od Sonca, ki je eden od treh, ki ležijo približno v ravnini ekliptike in ga skrajnega enkrat na leto v oktobru prekrije Sonce.

### 1970
- 25. januar: potrjevanje novega 4. preskusa STR, časovne zakasnitve radarskih valov pri odboju od planeta, ki ga je predlagal Irwin Ira Shapiro. Meritev z dvema neodvisnima oddajnikoma in antenama pri dveh različnih frekvencah, da so izločili vpliv plazme v Sončevi atmosferi, zakasnitve radarskih valov pri odboju na Veneri ob njeni zgornji konjunkciji, ko se curek na približno 4 Sončeve polmere približa središču Sonca, dodatna zakasnitev je skoraj 200 mikrosekund, kar se ujema skoraj na odstotek točno, Shapiro, M. E. Ash, R. P. Ingalls, W. B. Smith, D. B. Campbell, R. B. Dice, R. F. Jurgens, G. H. Pettengill.

### 1971
- ponovna meritev enakosti pospeševalne in težnostne mase s preskusom s prečko (0. preskus STR). Preskus je bil podoben Rollovem preskusu, kjer sta uporabila štiri uteži iz aluminija in štiri uteži iz platine. Dosegla sta relativno napako meritve do 10-12, Vladimir Borisovič Braginski (1931–2016), V. I. Panov.

### 1972
- meritev gravitacijskega rdečega premika spektralnih črt (3.B. preskus STR) v svetlobi s Sonca, J. L. Snider. Večkrat so tudi izmerili gravitacijski rdeči pomik spektralnih črt v svetlobi iz belih pritlikavk Sirija B in 40 Eridani B /1925, 1928, 1954, 1971, ... (3. preskusi STR)/ Relativni premik je skoraj stokrat večji kot pri svetlobi s Sonca, kjer je masa sicer približno enaka, polmer pa toliko manjši. Rezultati pa niso tako zanesljivi. Najmanjša relativna napaka doseže kar 20 %. Gravitacijski rdeči pomik lahko v celoti pojasnimo samo že z načelom ekvivalentnosti, tako da ta izid ne podre samo STR, ampak dokaj široko skupino teorij in je neodvisen od vrste teorije. Zato ga ne štejemo več za enakovrednega drugim trem preskusom in ga ne navajajo več v podporo zgolj STR.

### 1973
- 30. junij: meritev odklona svetlobnega curka (2. preskus STR) z zvezde ob popolnem Sončevem mrku, oaza Chinguetta, Mavretanija, L = (0,95 ±0,11)LE, Bryce Seligman DeWitt (1923–2004), ameriški fizik (Oddelek za fiziko, Teksaško vseučilišče, Austin, Teksas. ZDA).

### 1974
- 11. april: meritev odklona radijskih valov s kvazarja (2.A. preskus STR) 0116 +08 od Sonca, ki leži približno v ravnini ekliptike in ga enkrat na leto 11. aprila prekrije Sonce na dveh sprejemnikih oddaljenih 35 km, α S=1,763" ± 0,016", (Narodni astronomski observatorij, Green Bank, Zahodna Virginija).

### 1976
- meritev gravitacijskega rdečega premika (3.C. preskus STR) v Zemljini težnosti z jedrsko uro, ki jo je nosila raketa na višini 10 tisoč km, relativna napaka je ± 0,02 %.

### 1977
- nov preskus STR. Dve v nasprotnih smereh vrteči se telesi imata do štirinajstkrat večjo gravitacijsko privlačno silo od Newtonove gravitacijske sile, Braginski, C. M. Caves, K. S. Thomea.

### 1979
- Einsteinov gravitacijski obroč, Dennis Walsh, Anglija.

### 1982
- Bellov izrek ima eksperimentalno veljavo preko Bellove neenakosti, Alain Aspect in sodelavci (Inštitut za optiko, Univerza v Parizu). Pod določenimi pogoji so lahko osnovni delci v trenutku povezani med seboj neglede na razdaljo, ki jih ločuje. Vseeno je, ali so 10 m ali 10.000 km narazen. Na nek način vsak delec vedno ve, kaj počnejo drugi. Pojav, kot se zdi, krši Eisteinovo zgornjo mejo hitrosti svetlobe za potovanje določenega sporočila. Ta poskus je navdušil tudi druge fizike in znanstvenike iz drugih vej, ki so pojav pojasnili na različne načine in ga povezali s svojimi dognanji. Basil Hiley, fizik s Koledža Birbeck v Londonu, je o Aspectovem odkritju dejal, »da nakazuje v osnovi nove poglede na stvarnost, na katere moramo biti pripravljeni«. David Bohm, fizik z Univerze v Londonu, verjame, da Aspectovo odkritje nakazuje, da objektivna stvarnost ne obstaja. Navkljub njegovi navidezni trdnosti se nam Vesolje dozdeva kot velikanski in veličastno nadroben hologram.

### 1985
- potrditev obstoja Einsteinovih gravitacijskih obročev na podlagi opazovanj optičnih prenašalcev oddajnika za X-žarke, ki jih je odkril Einsteinov satelit za X-žarke na paru galaksije-kvazar, J. Stocke, J. Liebert (sodelavca Univerze Arizone).
- več potrditev obstoja Einsteinovih gravitacijskih obročev na kvazarju, Ed Turner (Univerza Princeton, Princeton, New Jersey) in sodelavci Tehniške visoke šole Caltech, Pasadena, in M.I.T., Cambridge, Mass.

### 1987
- potrditev obstoja Einsteinovih gravitacijskih obročev, jata Vodnarja z dolžino 300.000 svetlobnih let (Observatorij Kitt Peak, Arizona).

### 1988
- potrditev obstoja Einsteinovih gravitacijskih obročev, radijski izvor MG 1131 +0456, Lev, Heavitt Jacqueline (Observatorij Highstark, M.I.T., Cambridge, Mass.), pozneje še drugi: jata Abell 370 (verjetno).

### 1989
- napovedi kvantne mehanike in napovedi krajevno-realističnih teorij se lahko načeloma razloži tudi znotraj samega poskusa, če se namesto dveh delcev obravnava tri ali več delcev s spinom 1/2, Daniel Greenberger, Michael Horne, Anton Zeilinger (GHZ).

### 1997
- ponovljen Aspectov preskus Bellovega izreka na fotonih z detektorji, oddaljenimi 10 km, Nicolas Gisin (Univerza v Ženevi)

http://www.kvarkadabra.net/snov/teksti/kvantna_mehanika.html%5B%5D
http://www.kvarkadabra.net/snov/teksti/skrivnostni_svet_kvantov.html%5B%5D

### 2001
- napad na Bellov izrek iz leta 1965, Karl Hess, Oddelek za elektrotehniko in fiziko, in Walter Philipp, Oddelek za statistiko in matematiko, Beckmanov inštitut, Univerza Illinoisa v Urbani v članku Možna vrzel v Bellovem izreku (A possible loophole in the theorem of Bell). Bell je privzel, da skrite spremenljivke niso odvisne od časa in so odvisne le od stopnje verjetnosti ne glede na nastavitve merilnika. Neodvisnost od časa nima ne fizikalne ne matematične osnove, ampak je le Bellov privzetek Einsteinove krajevnosti v jezik teorije verjetnosti.

http://www.pnas.org/cgi/content/full/98/25/14224 Arhivirano 2004-10-13 na Wayback Machine.
http://www.pnas.org/cgi/reprint/98/25/14224.pdf Arhivirano 2004-10-12 na Wayback Machine.

### 2013
- ER = EPR, Leonard Susskind, Juan Martín Maldacena

### 2015
- 14. september: prvo neposredno odkritje gravitacijskega valovanja GW150914 ob trku, razpadu tirov in združitvi dveh črnih lukenj (BBH), LIGO, Virgo.
- 12. oktober: morebitno opazovanje gravitacijskega valovanja LVT151012/G197392 ob trku, razpadu tirov in združitvi dveh črnih lukenj (BBH), LIGO.
- 26 december: opazovanje gravitacijskega valovanja GW151226 ob trku, razpadu tirov in združitvi dveh črnih lukenj (BBH), LIGO, Virgo.

### 2017
- 4. januar: opazovanje gravitacijskega valovanja GW170104 ob trku, razpadu tirov in združitvi dveh črnih lukenj (BBH), LIGO, Virgo.
- 14. avgust: opazovanje gravitacijskega valovanja GW170814 ob trku, razpadu tirov in združitvi dveh črnih lukenj (BBH), LIGO, Virgo.
- 27. avgust: prvo neposredno odkritje gravitacijskega valovanja GW170817 ob združitvi dveh nevtronskih zvezd (NS) in ugotovitev optičnega vira v galaksiji NGC 4993, LIGO, Virgo.

### Življenje in delo
- Dolenc, Sašo (25. januar 2015), Resnični Albert Einstein, Kvarkadabra, pridobljeno 25. oktobra 2010
- Hvolson, Orest Danilovič (1924), »Über eine mögliche Form fiktiver Doppelsterne«, Astronomische Nachrichten, 221: 329, doi:10.1002/asna.19242212003, arhivirano iz prvotnega spletišča dne 10. aprila 2016, pridobljeno 15. oktobra 2010
- Sing, T. P. (1999), »Gravitational Collapse, Black Holes and Naked Singularities« (PDF), J. Astrophys. Astr., 20: 221–232, pridobljeno 15. oktobra 2010
- Singh, Simon (2007), Veliki pok : najpomembnejše znanstveno odkritje vseh časov [Big bang], Tržič: Učila International, COBISS 234744832, ISBN 978-961-00-0316-8

### Dediščina
- Bederson, Benjamin, ur. (1999), More Things in Heaven and Earth: A Celebration of Physics at the Millennium, Berlin, Heidelberg: Springer-Verlag, doi:10.1007/978-1-4612-1512-7, ISBN 978-1-4612-7174-1